# Madrid (Colombia)
Madrid, es uno de los 116 municipios que componen el departamento de Cundinamarca en Colombia y se sitúa en la provincia de Sabana Occidente, dentro de la Sabana de Bogotá. Este municipio alberga una población aproximada de 140.000 habitantes para 2024, consolidándose como uno de los municipios más poblados de la región y del país. Con una extensión territorial de 120,5 km² y una altitud de la cabecera municipal de 2554 m s. n. m., se localiza a una distancia de 21 km de Bogotá, integrándose de manera funcional y espacial en el área metropolitana de la capital colombiana. 
El municipio, originariamente establecido como encomienda en 1559 por Alonso Díaz bajo la denominación de Serrezuela, adoptó su nombre actual de Madrid en el año 1875. En la contemporaneidad, se distingue por su significativo crecimiento residencial y su rica diversidad cultural, atributos que lo configuran como una ciudad dormitorio en el entramado metropolitano de Bogotá. Este fenómeno de expansión urbana y transformación socioespacial resalta la dinámica interacción entre los procesos de urbanización y la movilidad demográfica en el ámbito metropolitano de la región.
Antes de la llegada de los colonizadores europeos y de la consolidación de la cultura Muisca, el territorio que hoy ocupa el municipio de Madrid estuvo habitado por la Cultura Herrera, una de las primeras sociedades sedentarias de la Sabana de Bogotá. Este asentamiento precolombino se desarrolló en torno a recursos hídricos como el río Subachoque y la laguna de La Herrera, los cuales eran esenciales tanto para su subsistencia como para sus prácticas rituales y ceremoniales. La evidencia arqueológica encontrada en el municipio, que incluye restos de complejos funerarios y posibles estructuras de observación astronómica, sugiere una conexión simbólica y económica con el agua, además de un profundo conocimiento de los ciclos biogeoquímicos y astronómicos que guiaban su vida agrícola y espiritual.
Posteriormente, se ha sugerido que el territorio pudo haber sido conocido como Tibaitatá, un destacado centro agrícola de la sociedad muisca y un punto estratégico dentro del zipazgo. Sin embargo, no existen documentos que respalden esta teoría. Además, es posible que Tibaitatá no solo abarcara el territorio de lo que hoy es Madrid, Cundinamarca, sino también parte del actual municipio de Mosquera. Este lugar, bajo la jurisdicción del zipa, cuya capital era Bacatá (hoy Funza), estaba gobernado al final del periodo precolombino por el cacique Sugasuca, un líder clave en la producción agrícola, lo que llevó a que los invasores españoles conocieran la región como el Pueblo de Indios de Sugasuca. Estas tierras, fundamentales para el sustento de la región, serían luego muy valoradas por los conquistadores españoles en la Sabana de Bogotá.
Madrid ha sido el escenario de la presencia y las aportaciones de numerosos personajes ilustres en la historia nacional. Entre los más destacados se encuentran Simón Bolívar, el Libertador, y Antonio Nariño, ambos considerados precursores cruciales en el proceso de independencia; José María Vergara y Vergara, destacado crítico literario de su tiempo, y Rufino José Cuervo, renombrado filólogo cuya obra dejó una huella indeleble en el estudio del idioma; José Hilario López, presidente de la República, conocido por haber abolido la esclavitud en Colombia; así como Pedro Fernández Madrid, un prominente político e intelectual cuya actuación fue relevante en su época. En tiempos más recientes, destacadas figuras han marcado la historia de este municipio, como Andrés M. Díaz, pionero de la aviación militar colombiana y promotor de la fundación de la ESUFA; Rafael Reyes, clave en la modernización del país y Alfonso López Pumarejo, un presidente reformista de gran trascendencia.
En el municipio se distinguen dos formaciones montañosas de notable prominencia. El Cerro Tibaitatá, ubicado al sureste y colindante con la célebre Hacienda Casablanca, se alza con altitudes que varían entre los 2550 y 2750 metros sobre el nivel del mar, constituyendo una característica geográfica e histórica sobresaliente en la región. Al norte se encuentra la vereda Valle del Abra, destacada por su significancia ecológica como reserva natural del municipio. Esta área es reconocida por sus paisajes impresionantes y su rica biodiversidad, que alberga un amplio tipo de aves, insectos y plantas. En los últimos años, se han implementado estrategias de ecoturismo en la región, incluyendo posadas u hoteles destinados a la recepción de turistas. Ambas formaciones montañosas se han convertido en destinos preferidos para actividades recreativas al aire libre, tales como el senderismo y el ciclismo de montaña.
Madrid ostenta una distinguida trayectoria en la aviación colombiana, al ser sede del Comando Aéreo de Mantenimiento, la base aérea más antigua del país, y la Escuela de Suboficiales de la Fuerza Aeroespacial Colombiana. Figuras prominentes como Justino Mariño y el gachetuno Andrés M. Díaz han dejado un legado perdurable en la comunidad. Asimismo, la visita de Charles Lindbergh ha dejado una huella indeleble en la identidad local, destacando la importancia histórica de Madrid en el panorama aeronáutico nacional.

## Eponimia
El nombre de Madrid, asignado en honor y memoria de Pedro Fernández Madrid, se constituyó en reconocimiento a este destacado personaje nacido en La Habana, Cuba, quien residió sus últimos años en el municipio, entonces conocido como Serrezuela. Tras su fallecimiento el 7 de febrero de 1875, la comunidad local solicitó formalmente a la Asamblea Departamental de Cundinamarca el cambio de denominación del municipio. Esta petición fue aprobada mediante la ley 14 del 17 de noviembre de 1875, perpetuando así el legado de Fernández Madrid en la eponimia de la región.
El nombre de Serrezuela fue restablecido en 1945, solo para ser modificado nuevamente a Madrid en 1946. Sin embargo, en 1973, la Asamblea Departamental reinstauró el nombre original en conformidad con la Ley 5 de 1920, que estipula la asignación de nombres indígenas, antiguos o históricos a los pueblos. El nombre actual, Madrid, fue oficialmente establecido por el decreto n.º 14 del 16 de noviembre de 1976. Según el historiador Roberto Velandia, el nombre de Fernández Madrid fue adoptado de manera fortuita, influenciado por la simpatía político-social que este personaje suscitaba.
El nombre de Madrid, Cundinamarca, carece de vínculo etimológico con el Madrid español, pues se configura como un caso de eponimia, que se refiere al acto de asignar el nombre de una persona a un lugar, en homenaje a Pedro Fernández Madrid. Por contraste, el topónimo del Madrid europeo tiene una etimología toponímica que remonta al mozárabe Matrice (arroyo matriz o madre), asociado al curso de agua que atravesaba la ciudad en época andalusí. Este término, documentado como Maǧrīţ y posteriormente como Magerit, ha sido sustentado por investigadores como Jaime Oliver Asín y Joan Coromines, quienes consolidaron su fundamento histórico-lingüístico.
Aunque el municipio colombiano es atravesado por el río Subachoque, esta coincidencia hidrográfica es estrictamente fortuita. Mientras que el Madrid europeo debe su denominación al entorno natural, el Madrid colombiano responde a una designación histórica que refleja contextos culturales divergentes, evidenciando la multiplicidad de factores que moldean los procesos de nominación geográfica.
Por otra parte, el término Serrezuela corresponde al antiguo nombre colonial del actual municipio de Madrid, Cundinamarca. Aunque su etimología no está completamente esclarecida, la Real Academia Española lo define como el diminutivo de sierra. En 1559, Alonso Díaz, el primer encomendero de la región, utilizó este nombre para designar el territorio, inspirado en el cerro Tibaitatá, cuya forma le recordó ciertos cerros españoles. Sin embargo, es importante señalar que Díaz no asignó el nombre Serrezuela al cerro como tal, sino al territorio en su conjunto. 
En la actualidad, el cerro Tibaitatá aparece registrado en el Registro Único Nacional de Áreas Protegidas bajo el nombre de Serrezuela y forma parte de una Reserva Natural de la Sociedad Civil. Aunque no existe información exacta sobre las razones detrás de esta designación, es probable que esté relacionada con el hecho de que el territorio en general era conocido como Serrezuela desde la época hispánica hasta 1875. Este caso ilustra la estrecha relación entre la toponimia, es decir, la asignación de nombres a lugares, y la oronimia, que se refiere a la denominación de accidentes geográficos. Además, destaca cómo los nombres históricos, cargados de significado cultural y temporal, pueden evolucionar y adaptarse a nuevas circunstancias y contextos con el paso del tiempo.
El gentilicio de los habitantes del municipio es madrileño y madrileña.

## Historia

### Evolución geológica

#### Paleozoico (541-252 millones de años atrás)
Durante el Paleozoico (541-252 millones de años atrás), la actual Sabana de Bogotá, incluyendo Madrid, Cundinamarca, era un mar somero en el supercontinente Gondwana. Este período estuvo marcado por la explosión cámbrica, la diversificación biológica y la colonización terrestre. La región conserva evidencia fósil en formaciones cercanas, como el Macizo de Floresta. Durante el Carbonífero-Pérmico, la orogenia Hercínica y la formación de Pangea causaron levantamientos y depósitos fluvio-deltaicos. La erosión y sedimentación posteriores han limitado los registros directos en la Sabana, pero estudios geológicos sugieren un basamento de esquistos y cuarcitas, clave en la evolución de la Cordillera Oriental.

#### Mesozoico (252-66 millones de años atrás)
Durante la era Mesozoica (252-66 millones de años atrás), la Sabana de Bogotá, incluida Madrid, Cundinamarca, era un mar poco profundo donde se acumularon sedimentos que dieron origen a formaciones geológicas como Guaduas y Guadalupe. Estas rocas contienen fósiles marinos, evidenciando la presencia de ammonites y bivalvos. En el Cenozoico, el levantamiento tectónico elevó estas rocas, formando la Cordillera Oriental de los Andes y configurando el relieve actual, con montañas y valles como el cerro Tibaitatá y el Valle del Abra.

#### Cenozoico (66 millones de años atrás)
Durante el Cenozoico, la Sabana de Bogotá se transformó por el levantamiento tectónico que formó la Cordillera Oriental y convirtió la antigua cuenca marina en tierra firme con lagos y suelos fértiles. La orogenia andina, causada por la subducción de la placa de Nazca bajo la Sudamericana, creó montañas y la cuenca de la Sabana. Durante el Mioceno (23-5 millones de años atrás), la región quedó atrapada entre la Cordillera Oriental y la Central. En el Pleistoceno (2.6 millones-11,700 años atrás), existió el Lago Humboldt, que cubría Madrid, Cundinamarca. Los suelos actuales, formados por depósitos lacustres y aluviales, son altamente fértiles, ricos en materia orgánica y adecuados para la agricultura. Cambios climáticos también provocaron erosión y la formación de terrazas fluviales, como las del río Subachoque.
Lago Humboldt

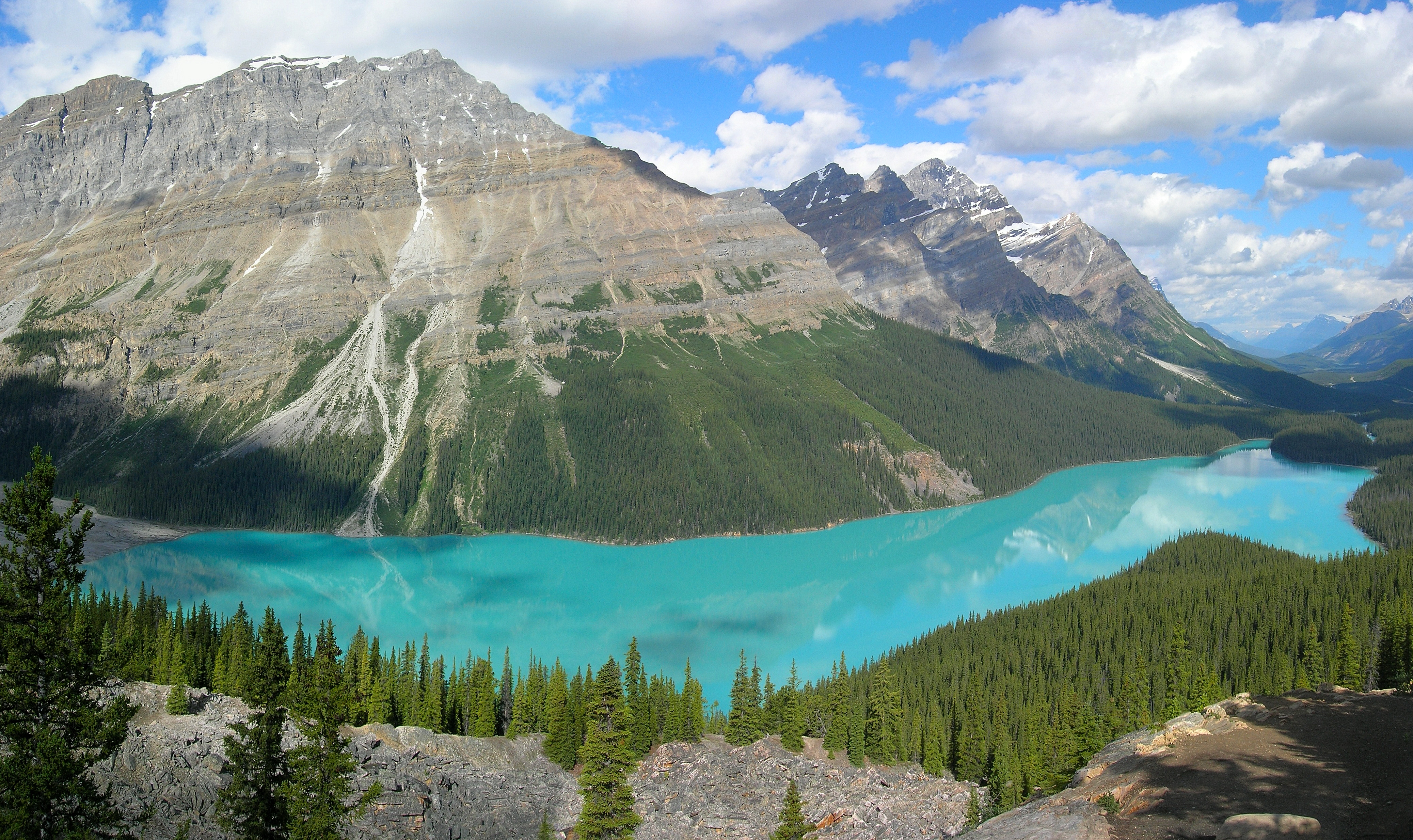
Al igual que el paleolago Humboldt en la Sabana de Bogotá, depositada en un entorno fluvio-glacial, el Lago Peyto en Canadá refleja la influencia glaciar en el paisaje. Su característico color turquesa proviene de partículas finas de roca suspendidas en el agua, un testimonio de la erosión glacial a lo largo del tiempo.

El antiguo Lago Humboldt es un testimonio clave de la historia geológica y paleoclimática de la Sabana de Bogotá, revelando transformaciones significativas en su paisaje a lo largo del tiempo. Thomas Van der Hammen fue el primero en referirse a este como el Lago Humboldt, inspirado por una fascinante descripción de la Sabana de Bogotá realizada por Alexander von Humboldt y publicada a mediados del siglo XIX. Durante el Pleistoceno, el Lago Humboldt cubría gran parte de la planicie, resultado de un proceso combinado de subsidencia y sedimentación asociado a la elevación de la Cordillera Oriental hace tres millones de años. Alimentado por numerosos afluentes descendentes de las montañas circundantes, este cuerpo de agua conformó un extenso sistema lacustre que dominó la región durante milenios.
Hace aproximadamente 30 000 años, el nivel del Lago Humboldt comenzó a descender debido a la erosión y el ensanchamiento de su principal zona de drenaje en el Salto de Tequendama, impulsados por la presión ejercida por el aumento de las masas de agua. Este proceso se intensificó durante un periodo de mayor aridez entre los 32 000 y 27 000 años antes del presente, dejando como legado una vasta planicie fluvio-lacustre rica en arenas y arcillas, pero de difícil drenaje.
Entre los remanentes más destacados del Lago Humboldt se encuentra la Laguna de La Herrera, ubicada al suroeste de su antigua extensión y rodeada por los municipios de Mosquera, Madrid y Bojacá. Este cuerpo de agua, el único lago considerable que perdura en la Sabana, testimonia los procesos de drenaje y sedimentación que fragmentaron el lago prehistórico debido a factores climáticos y tectónicos. La Laguna de La Herrera no solo preserva la memoria del lago pleistocénico, sino que también sustenta ecosistemas locales y actúa como un reservorio natural.

##### Holoceno (12000 años atrás)
Durante el Holoceno (iniciado hace 11,700 años), la Sabana de Bogotá pasó de ecosistemas fríos de páramo a praderas y bosques andinos, favoreciendo el asentamiento humano. Los primeros habitantes, cazadores-recolectores del complejo El Abra, dejaron vestigios como herramientas de piedra y fogones. Con el tiempo, la agricultura permitió el cultivo de papa y maíz, dando lugar a la civilización muisca, que desarrolló sistemas avanzados de riego y fundó centros como Bacatá (Funza). La colonización española impuso un modelo extractivo con haciendas que alteraron los ecosistemas. Actualmente, la expansión urbana y prácticas insostenibles han degradado el entorno, reduciendo su capacidad de regulación hídrica y agravando los efectos del cambio climático.

### Antropoceno (mediados delsigloXX- presente)
El Antropoceno, como concepto, describe un evento geológico de la era actual (Holoceno), marcado por la influencia humana significativa y a menudo irreversible sobre los sistemas terrestres. En la Sabana de Bogotá, una región de alta montaña en la Cordillera Oriental de los Andes colombianos, los efectos del Antropoceno son especialmente visibles en la transformación de los ecosistemas, los cambios en el uso de suelo y los impactos sobre el régimen hidrológico.
Madrid es un municipio de la Sabana cuya dinámica territorial y productiva evidencia de manera paradigmática los efectos de esta época. Históricamente agrícola, Madrid ha experimentado una urbanización acelerada, expansión de infraestructura y una intensificación de actividades productivas, destacándose especialmente la floricultura. Esta industria ha alterado profundamente el equilibrio ecológico de la región debido a la extracción masiva de agua de acuíferos subterráneos, una práctica particularmente crítica en el contexto actual de calentamiento global, donde la disponibilidad de recursos hídricos es cada vez más limitada. A pesar de este uso intensivo, las empresas floricultoras no generan compensación económica alguna para el municipio por el agua extraída, un recurso que pertenece a todos los madrileños, quienes enfrentan actualmente racionamientos debido a la creciente escasez.
Además, el municipio ha experimentado un crecimiento demográfico significativo impulsado por la exagerada urbanización en sectores como Casa Blanca, el sector La Finca, el sector La Prosperidad, el sector de Prodesa, el sector Sabana Pijao, el sector Zaragoza, entre otros. Muchos de estos proyectos inmobiliarios son el resultado de lo que coloquialmente se denomina volteo de tierras, es decir, el cambio de uso del suelo, tradicionalmente agrícola, hacia fines urbanísticos. Estas prácticas han generado graves impactos ambientales y sociales, además de desencadenar investigaciones sobre administraciones municipales anteriores debido a posibles irregularidades en la planeación y aprobación de dichos proyectos.
Estos impactos reflejan de manera alarmante las huellas del Antropoceno en Madrid, evidenciadas a través de la degradación ambiental impulsada por prácticas insostenibles de uso del suelo y expansión urbana descontrolada. El cerro Tibaitatá ilustra esta realidad con su suelo erosionado, mientras que el río Subachoque y los humedales vecinos sufren contaminación por vertidos industriales. La extracción excesiva de agua, destinada tanto a la producción industrial como al consumo humano, compromete la recarga de acuíferos, debilitando procesos naturales esenciales. Además, la fragmentación de hábitats crea islas ecológicas que dificultan la supervivencia de especies locales, intensificando la crisis ecológica en una región cuya capacidad para mitigar inundaciones y regular el clima se encuentra cada vez más limitada por la intervención humana.
El Antropoceno nos enfrenta a una realidad crítica: la actividad humana ha alterado el clima, fragmentado ecosistemas y acelerado la extinción de especies a un ritmo sin precedentes. La emergencia climática y la pérdida de biodiversidad son síntomas de un sistema económico que prioriza el crecimiento ilimitado y el consumo sobre la sostenibilidad ecológica y la equidad. En la COP16 de 2024, en Cali, estos temas fueron el núcleo del debate, subrayando la urgencia de un cambio socioeconómico profundo que reconozca los límites planetarios, redistribuya los recursos de manera justa y establezca una relación respetuosa con la naturaleza. Este cambio es necesario no solo para nuestra supervivencia, sino también para la preservación de la complejidad y la belleza de la vida en la Tierra.

### Época prehistórica periodo pre-muisca y era precolombina

#### Paleoindio (17000a.C.-7000 a.C.)

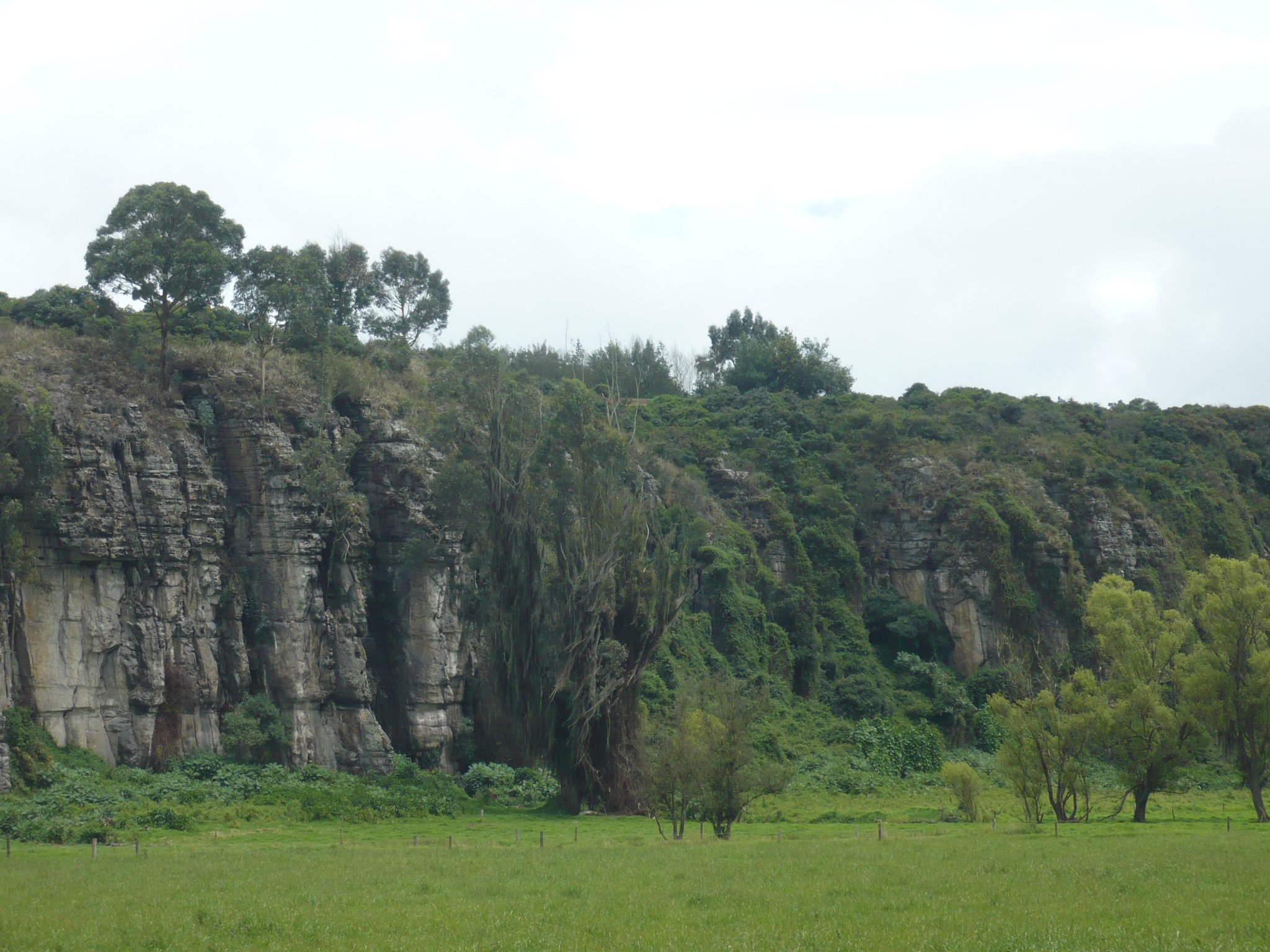
El Abra, en Zipaquirá, es uno de los sitios arqueológicos más antiguos de Suramérica. Excavaciones desde 1967 han desenterrado herramientas líticas, restos de fauna y carbón vegetal de hace unos 12,400 años, lo que ha permitido reconstruir el clima y la vegetación prehistóricos.

El poblamiento humano de la Sabana de Bogotá se remonta a hace aproximadamente 12 500 a 10 000 años, en el límite entre el Pleistoceno y el Holoceno, cuando el clima empezó a transformarse significativamente. El antiguo lago pleistocénico Humboldt, que había cubierto gran parte de la región, comenzó a vaciarse hace aproximadamente 30 000 años debido al colapso del dique natural del Tequendama, creando áreas habitables que atrajeron a pequeños grupos nómadas de cazadores-recolectores. Hace unos 12 400 años, a finales del Pleistoceno, algunos de estos grupos ascendieron desde el valle del río Magdalena hacia el frío altiplano de la cordillera oriental de los Andes, donde encontraron refugio en los abrigos rocosos de El Abra en Zipaquirá, dedicándose a la caza, la pesca y la recolección de frutos.

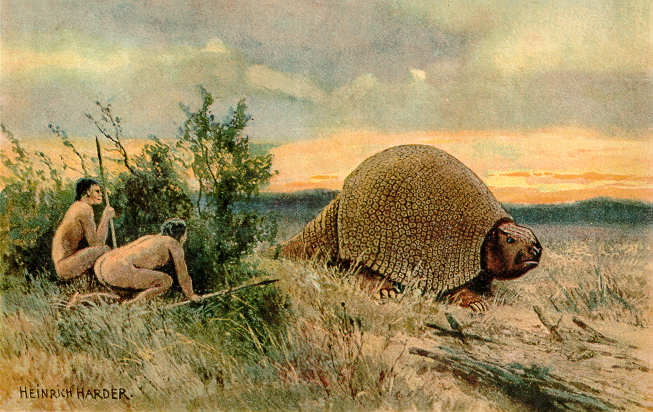
Paleoamericanos cazando un gliptodonte durante el periodo Paleoindio. Estas comunidades nómadas, dependían de la megafauna para su subsistencia, utilizando herramientas de piedra y estrategias colectivas en un entorno cambiante al final del Pleistoceno.

Estos primeros habitantes pertenecían al periodo Paleoindio, caracterizado por una economía basada en la caza de grandes animales de la megafauna, como mastodontes y megaterios, complementada con la recolección de plantas. Evidencias arqueológicas encontradas en varios sitios clave de la región permiten comprender cómo estos grupos se adaptaron al entorno. En el sitio de El Abra, se han hallado instrumentos líticos datados en aproximadamente 10 460 años a. C., que incluyen herramientas de piedra usadas para actividades como la caza y la recolección. Este hallazgo subraya la antigüedad del asentamiento humano en la región y su dependencia de la fauna local.
En el abrigo rocoso de Tequendama, ubicado al suroeste de la Sabana, se han descubierto herramientas de piedra como raspadores y puntas de proyectil, datadas alrededor del 9460 a. C. Estas herramientas sugieren que sus fabricantes eran expertos cazadores-recolectores, capaces de procesar animales y plantas con gran eficiencia. Asimismo, en Tibitó, cerca de Tocancipá, se encontraron artefactos como instrumentos de corte, perforadores y raspadores, con una antigüedad aproximada de 9740 años a. C. Estos objetos revelan una notable destreza técnica en la fabricación de herramientas de piedra, un aspecto fundamental de su cultura material.
La tecnología lítica encontrada en estos sitios demuestra la capacidad de adaptación de los primeros habitantes de la Sabana, quienes aprovecharon los recursos del entorno para sobrevivir en un periodo de cambios climáticos y ecológicos. Estos grupos nómadas del Paleoindio sentaron las bases para el desarrollo de culturas más sedentarias que, con el tiempo, consolidarían su presencia en esta región del altiplano cundiboyacense.

#### Arcaico (7000a.C.-1200 a.C.)
Durante el periodo Arcaico, la Sabana de Bogotá experimentó un cambio climático significativo que transformó profundamente su ecología y habitabilidad. El clima más templado y seco contribuyó a que el lago Humboldt se redujera considerablemente, convirtiendo el territorio en una meseta fértil con humedales, lagunas y ríos. Esta transformación ecológica promovió una mayor biodiversidad de plantas y animales, atrayendo a los primeros grupos humanos a asentarse temporalmente en el área. Entre 5000 y 7000 años atrás, estos grupos cambiaron sus lugares de habitación, estableciéndose en sitios a cielo abierto y adaptándose así a las nuevas condiciones ambientales.

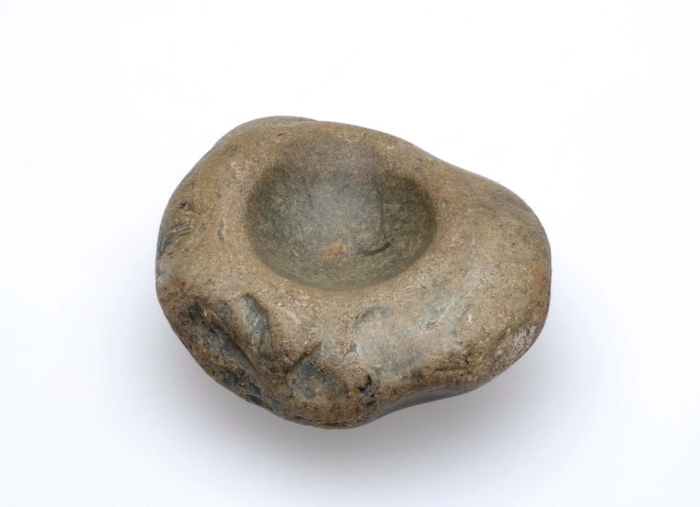
Los morteros de piedra, herramientas multifuncionales para moler pigmentos, procesar alimentos y como ofrendas funerarias, incluyen el ejemplar hallado en el sitio arqueológico de Aguazuque, Soacha, recuperado de contextos funerarios.

Estos primeros habitantes, cazadores-recolectores, se adaptaron a la ausencia de megafauna, extinta desde el fin del Pleistoceno, y centraron su dieta en la caza de animales más pequeños como venados, aves y roedores, además de la pesca en los cuerpos de agua de la región. Complementaron su alimentación con la recolección de tubérculos y frutas silvestres, aprovechando los recursos estacionales de las áreas fértiles. Evidencias del sitio arqueológico de Aguazuque en Soacha, al suroeste de la sabana, muestran que entre el 7500 y 6500 a. C. comenzaron a utilizar herramientas de hueso y madera, como jabalinas, además de herramientas de piedra más especializadas que aparecen con mayor frecuencia en periodos posteriores. Este sitio también revela restos humanos calcinados y esqueletos completos que datan de alrededor del 5000 a. C., mostrando diferencias físicas con los muiscas que llegarían miles de años después.
Durante este periodo, los grupos humanos desarrollaron tecnologías más complejas y diversificadas, adaptándose a la captura de presas pequeñas y al procesamiento de plantas. La organización social era flexible, probablemente basada en la cooperación para la caza y la recolección, con una distribución de tareas que aprovechaba el conocimiento colectivo del entorno. Estas dinámicas sentaron las bases para patrones de movilidad estacional y ocupación de terrazas y zonas elevadas libres de inundaciones.
Aunque no hay una conexión cultural directa entre estos primeros habitantes y los muiscas que habitaron posteriormente la región, el periodo Arcaico marcó el inicio de la ocupación humana en la Sabana de Bogotá. Los avances en tecnología, manejo del entorno y organización social facilitaron el camino para el surgimiento de culturas más complejas, como la Cultura Herrera, que aparecería en el primer milenio a. C.

#### Periodo Herrera (aproximadamente 400a.C.-800d.C.)
La Cultura Herrera (periodos Formativo inferior y medio) marca una de las primeras fases de ocupación sedentaria en la Sabana de Bogotá, precediendo a la Cultura Muisca. En Madrid, las evidencias de esta cultura muestran comunidades de cazadores-recolectores en transición hacia la agricultura, con una organización social incipiente, basada en roles especializados pero aún no jerárquicos. Se cree que varios grupos familiares, unidos por lazos de parentesco, compartían actividades comunales, especialmente en subsistencia y rituales funerarios.

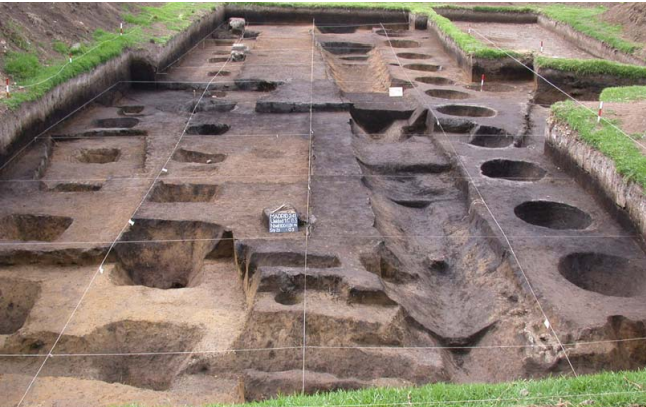
El yacimiento arqueológico en Madrid, Cundinamarca, vinculado a la Cultura Herrera, reveló un contexto ritual-funerario y de observación astronómica. Sin embargo, la construcción del conjunto residencial Camino Real comprometió su preservación.

En 2003, en el conjunto residencial Camino Real de Madrid, se descubrió un significativo yacimiento arqueológico que sugiere un complejo ritual-funerario único en Colombia, con posibles estructuras de observación astronómica. Los hallazgos de cerámica Herrera y del Valle del Magdalena, junto con materiales líticos y restos de fauna, indican la presencia de un centro ritual donde se realizaban ceremonias vinculadas a la muerte y fenómenos celestes, prácticas comunes en las culturas andinas y precolombinas.
El sitio en Madrid comparte similitudes con el montículo funerario de Aguazuque, en Soacha, en cuanto a la disposición de los cuerpos, colocados en posiciones específicas (decúbito lateral y con miembros flexionados), lo que sugiere un sistema de creencias relacionado con rituales de transición o culto a los ancestros. Las características físicas de los esqueletos, como la dolicocefalia y el desgaste dental (posiblemente por una dieta fibrosa o abrasiva), ofrecen información sobre las prácticas alimentarias y, posiblemente, sobre el estatus o roles dentro de la comunidad.

Para el primer milenio d. C., la Cultura Herrera había alcanzado un modelo agrícola consolidado, con la domesticación de cultivos como maíz, papa, yuca y otros vegetales adaptados a la altitud de la Sabana. Esta transición transformó la economía y la organización social, favoreciendo el crecimiento demográfico y el surgimiento de una estructura más compleja. Las características físicas braquicéfalas observadas en las comunidades de esta época, distintas a las de los primeros habitantes, podrían indicar migraciones o mestizajes entre grupos.

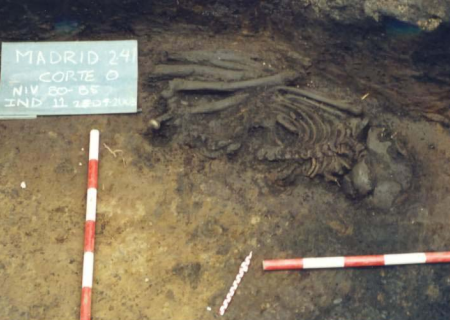
Cuerpos en decúbito lateral y miembros flexionados, sugiriendo rituales de transición o culto a los ancestros vinculados a creencias sobre la muerte.

La agricultura impulsó prácticas rituales vinculadas a los ciclos agrícolas, donde la astronomía desempeñaba un papel central en la siembra y cosecha. En Madrid, la construcción de un canal orientado de sur a norte, junto con estructuras duales (círculos al este y formas cuadrangulares al oeste), revela un conocimiento avanzado de la astronomía. Esto sugiere una organización social que podría haber incluido roles especializados, posiblemente liderados por ritualistas o chamanes.
El entorno natural fue crucial para estos habitantes. La región estaba atravesada por el río Chacha o Chinga (posteriormente Serrezuela y Subachoque), que abastecía la zona y se unía al río Bojacá en Balsillas, formando la laguna de La Herrera. Este cuerpo de agua, además de ser una fuente vital de recursos, probablemente tenía un significado sagrado en la cosmovisión local. La conexión entre el río, el lago y el río Bogotá facilitaba el acceso a recursos acuáticos y permitía la movilidad e intercambio cultural con otras comunidades de la Sabana.
La Cultura Herrera se destacó por una organización social menos jerárquica que la de los muiscas. La evidencia arqueológica indica que practicaban la caza y recolección, complementada con el cultivo de vegetales adaptados a la alta montaña. Su dieta, que incluía tubérculos, maíz y carne, se refleja en los restos de herramientas líticas y fauna encontrados en Madrid. Además, el uso de cerámica decorada y herramientas de piedra pulida evidencia un desarrollo artesanal clave para actividades domésticas y rituales.
Vida en torno al agua

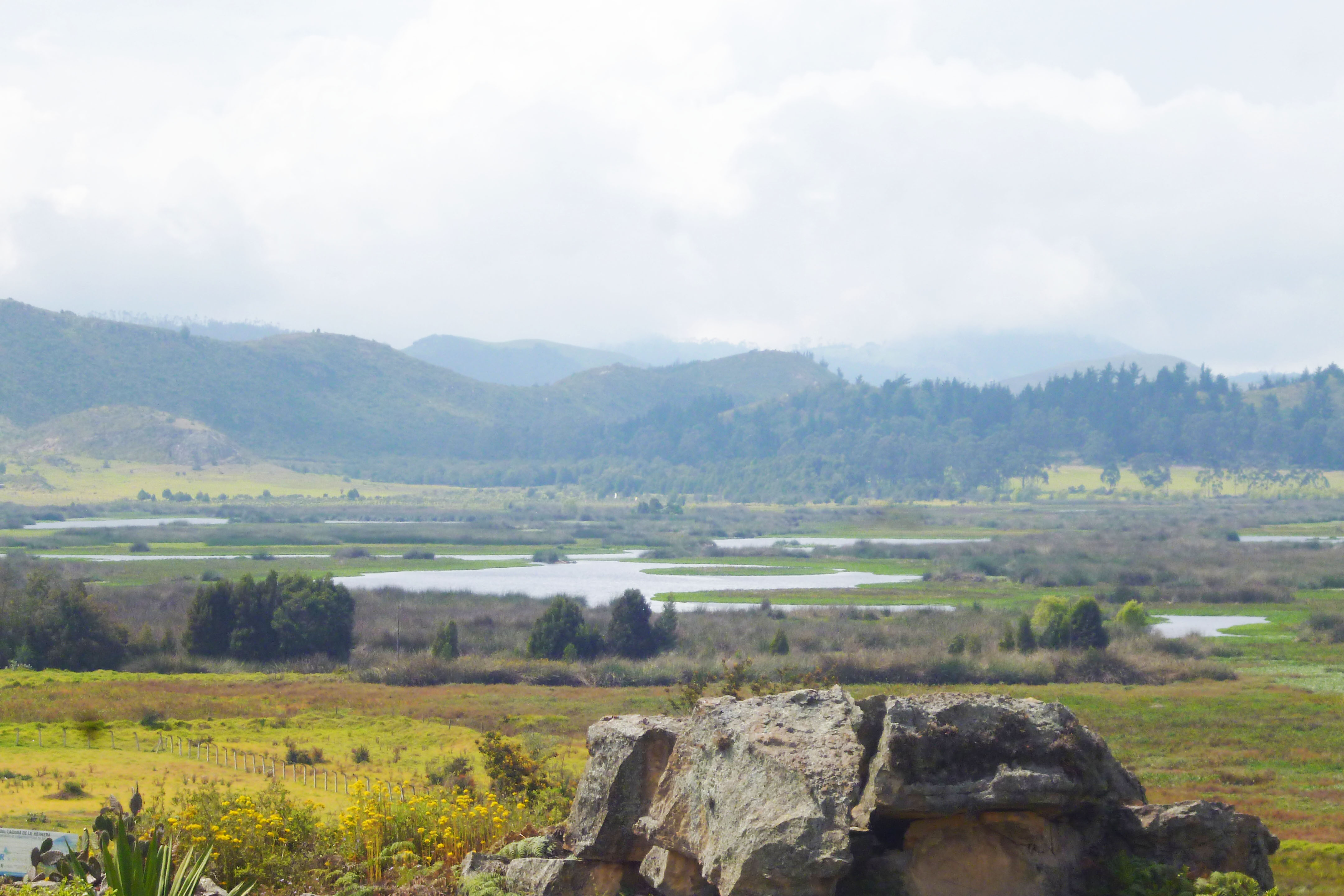
La laguna de La Herrera, según estudios de la Universidad Nacional de Colombia, es un remanente de un extenso cuerpo de agua, conocido como Lago Humboldt, que en tiempos antiguos cubría la Sabana de Bogotá, creando un entorno acuático de significativa importancia ecológica y cultural.

La laguna de La Herrera, el río Subachoque y el río Bogotá conformaban un entorno lacustre con humedales y lagos temporales, cuyo paisaje se veía afectado por variaciones climáticas naturales. Este ambiente brindaba a los pobladores recursos diversos como aves, peces, crustáceos, pequeños mamíferos como el curí, y animales de monte cercanos como el venado. La biodiversidad regional favorecía una subsistencia equilibrada, adaptada a la disponibilidad estacional de recursos.
A lo largo de milenios, las comunidades de la Cultura Herrera en Madrid desarrollaron estrategias de adaptabilidad, particularmente durante períodos de sequía en el primer milenio a. C., cuando la laguna se redujo considerablemente. Los arqueólogos han hallado fogones en capas profundas, bajo las arcillas del lecho lacustre, lo que sugiere que, en tiempos de aridez, los habitantes se concentraban en áreas secas mientras mantenían su actividad cotidiana. Además, la presencia de palafitos en las orillas del lago indica habilidades avanzadas para construir viviendas resistentes a las fluctuaciones del agua, reflejando una compleja interacción con el medio acuático.

La subsistencia de la población de la Cultura Herrera se basaba en técnicas de caza y recolección que aprovechaban los recursos disponibles según las estaciones. Las aves migratorias, crustáceos y peces de la laguna y los ríos eran fuentes constantes de alimento y probablemente también tenían un papel ceremonial. La fauna terrestre, como el venado, proporcionaba carne, piel y huesos, utilizados para herramientas y vestimenta. Además, los habitantes recolectaban plantas silvestres comestibles y medicinales, lo que, junto con su conocimiento del entorno, pudo haber facilitado el inicio de prácticas agrícolas rudimentarias.

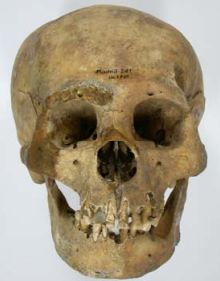
Los hallazgos arqueológicos están bajo la custodia del departamento de Antropología de la Universidad Nacional, donde se preservan y estudian para profundizar en el conocimiento del pasado.

Las evidencias sugieren que las comunidades de la Cultura Herrera en la Sabana de Bogotá tenían una estructura social basada en clanes o grupos familiares. Aunque no hay señales claras de jerarquías complejas, el trabajo colaborativo en la construcción de palafitos y las tareas colectivas de caza y recolección indican una organización cohesionada con roles definidos. Además, la presencia de fogones y áreas de reunión alrededor de la laguna sugiere que estas comunidades compartían alimentos, actividades y posiblemente rituales relacionados con la caza y la recolección.
Las excavaciones en Madrid han revelado herramientas líticas, fragmentos de cerámica y estructuras de vivienda, que documentan el avance cultural de la región. Las herramientas de piedra y hueso indican habilidades especializadas para la caza y el procesamiento de alimentos. Los fragmentos cerámicos, aunque sencillos, muestran conocimientos en modelado y cocción, además de servir como recipientes de almacenamiento con un valor cultural y práctico.
La laguna de La Herrera y la red de humedales de la sabana constituían el núcleo ecológico que sostenía a la sociedad de la Cultura Herrera. Su papel como fuente de sustento y espacio ceremonial refleja la relación simbiótica entre los habitantes y su entorno, base de una identidad cultural que se expandiría con la llegada de otras culturas, como la Muisca.

#### Poblamiento muisca (aproximadamente 800d.C.-sigloXVI)
La llegada de los Muiscas a la Sabana de Bogotá (siglos VI-VIII d. C.) transformó la región, incluyendo Madrid, Cundinamarca. Provenientes del altiplano andino, se integraron pacíficamente con las comunidades locales, como la Cultura Herrera, estableciendo una sociedad organizada en cacicazgos bajo el zipa de Bacatá (actual Funza) y el zaque de Hunza (actual Tunja). Su economía se basó en la agricultura (maíz, papa, quinua) y el comercio de sal, esmeraldas y algodón. Implementaron avanzadas técnicas hidráulicas, como camellones para el control de inundaciones, optimizando la producción agrícola y pesquera. La invasión española alteró radicalmente su modelo territorial y económico.

##### Tibaitatá
Se ha sugerido que Tibaitatá, ubicada en el actual municipio de Madrid, fue un centro agrícola de gran relevancia para la sociedad muisca y un punto estratégico de producción dentro del zipazgo. Sin embargo, no existen documentos que respalden esta teoría de manera concluyente. Además, es posible que Tibaitatá no solo abarcara el territorio de lo que hoy es Madrid, Cundinamarca, sino también parte del actual municipio de Mosquera. El nombre Tibaitatá se traduce como Cultivos bajo una dirección adecuada.

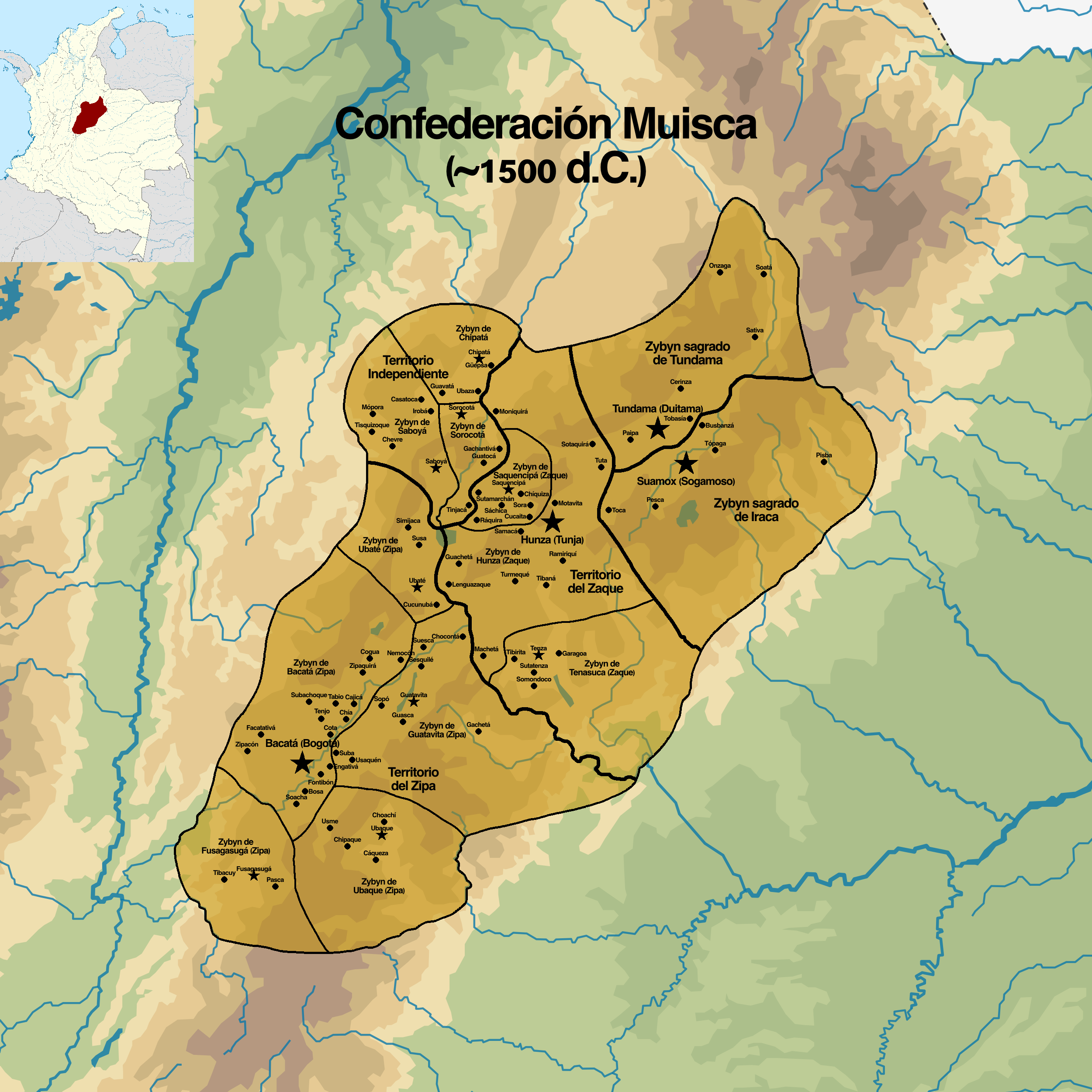
Mapa de la Confederación Muisca. Tibaitatá, destacado centro agrícola, se encontraba bajo la jurisdicción del zipa de Bacatá.

Como núcleo agrícola de la región, Tibaitatá estaba bajo la jurisdicción política y administrativa del zipa, cuya capital era Bacatá (actual Funza). Esta zona formaba parte del zipazgo, que abarcaba los territorios de los actuales departamentos de Cundinamarca, Boyacá y Santander. En este sistema territorial propio del pueblo muisca, los cacicazgos locales respondían a las autoridades supremas: el zipa, quien gobernaba el sur de la sabana y sus zonas de influencia, y el zaque de Hunza (actual Tunja), que ejercía su autoridad sobre las provincias del norte.
A finales de la época precolombina, el cacique Sugasuca supervisaba las tierras de cultivo esenciales para el abastecimiento regional. Este territorio, rico en recursos alimentarios, era clave para la subsistencia de los muiscas. Según la tradición oral, el mito cuenta que el dios Bochica visitó Tibaitatá, también conocida como Sugasuca, en honor al cacique. La región destacaba no solo por su fertilidad, sino también por su conexión simbólica con las figuras míticas de la cosmovisión muisca.
Las crónicas de Indias destacan a Sugasuca como un líder clave en la producción agrícola, lo que llevó a que los invasores españoles conocieran la región como el Pueblo de Indios de Sugasuca. Estos recursos no solo sostenían a los muiscas, sino que también fueron aprovechados por los conquistadores para fortalecer la economía emergente de la administración española en la Sabana de Bogotá.
Las investigaciones, destacando la de Lorena Rodríguez Gallo, no encontraron evidencia de camellones en el actual Madrid. Sin embargo, es posible que estos hayan desaparecido debido a la introducción de la ganadería tras la invasión de los españoles. Dado el contexto, es probable que los muiscas los hubieran implementado en áreas cercanas al río Bogotá en la sabana.

### Época hispánica (sigloXVI- 1810)
Durante el periodo colonial hispánico, la Sabana de Bogotá estuvo habitada por los muiscas, una sociedad altamente estructurada cuya economía se basaba en la agricultura y el intercambio regional. La llegada de los españoles en 1536, liderados por Gonzalo Jiménez de Quesada, marcó el inicio de un proceso de colonización que reconfiguró profundamente la organización sociopolítica de la región. En 1550, se estableció la provincia de Bogotá dentro del Virreinato del Perú y el Nuevo Reino de Granada, consolidando el dominio español. En este contexto, Alonso Díaz, rodelero de Quesada, recibió en 1559 una encomienda en el actual territorio de Madrid, Cundinamarca, a la que denominó Serrezuela, en alusión al cerro Tibaitatá, cuyo relieve evocaba paisajes de su tierra natal.
La imposición del régimen colonial supuso la desarticulación de la estructura social y económica muisca. La encomienda, institución central en la explotación indígena, derivó en severos abusos, denunciados por figuras como Bartolomé de las Casas. En 1563, Alonso Díaz fue objeto de una querella por su trato a la población indígena bajo su jurisdicción, reflejando las tensiones generadas por el sistema colonial. Posteriormente, Francisco Maldonado y Mendoza adquirió tierras en la región, consolidando un latifundio conocido como la Hacienda Dehesa de Bogotá o el Novillero, inscrito dentro del sistema de mayorazgos que perpetuó la concentración de tierras en manos de la élite criolla y fortaleció la estructura de poder colonial.
Las políticas de reducción indígena, implementadas para facilitar la administración y la evangelización, redefinieron el paisaje territorial y socavaron la autonomía de los pueblos originarios. Estos asentamientos forzosos no solo facilitaron el control estatal, sino que también contribuyeron a la propagación de epidemias y al colapso definitivo de la organización prehispánica. En 1650, Antonio de Vergara Azcárate recibió la encomienda de Serrezuela, fundando la Hacienda Casablanca, que se mantuvo en su linaje hasta 1866, lo que evidencia la continuidad de las estructuras de poder colonial hasta bien entrado el siglo XIX.
Ubicada en el Camino Real que conectaba Honda con Santafé, Serrezuela adquirió relevancia estratégica dentro de la administración virreinal. Para el siglo XVIII, a pesar de la consolidación de un orden social profundamente estratificado, persistieron elementos culturales indígenas, como la pesca en el río Subachoque, testimonio de la resistencia y adaptación de las comunidades originarias frente al dominio colonial.

#### Haciendas ilustres

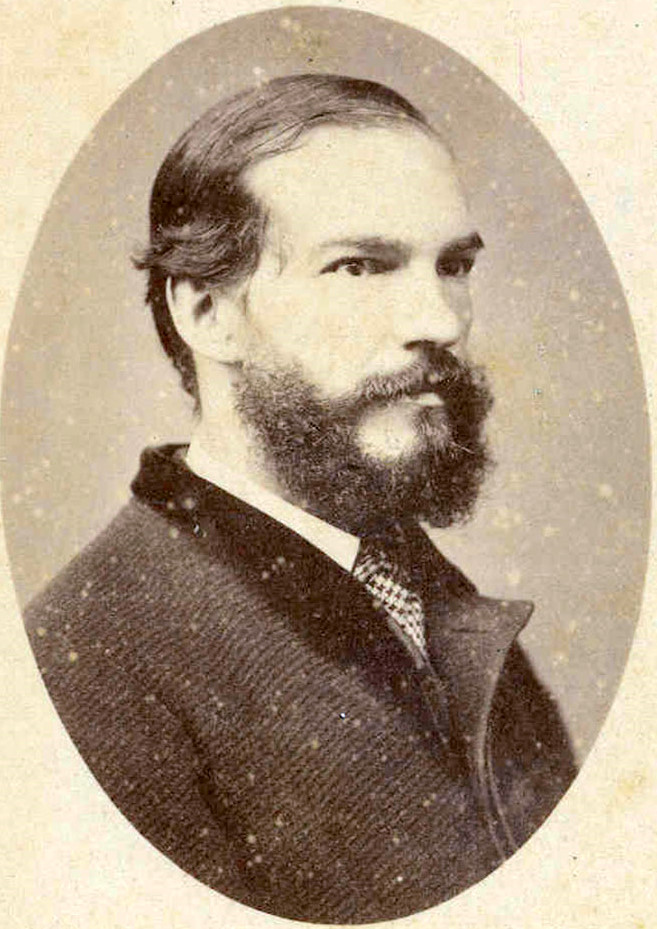
Rufino José Cuervo Urisarri (1844-1911), prominente filólogo y lingüista colombiano, conocido por su monumental obra Diccionario de Construcción y Régimen de la Lengua Castellana. El Instituto Caro y Cuervo lleva su nombre en su honor.

Durante los periodos hispánico y republicano, diversas familias distinguidas poseían notables haciendas que no solo reflejaban su estatus social y económico, sino que también desempeñaban un papel significativo en la configuración del paisaje agrario y cultural de la región. Muchas de estas propiedades fueron adquiridas por prominentes figuras históricas o elegidas como lugares de pernocta por visitantes ilustres, debido a su importancia estratégica y arquitectónica. Entre las haciendas más destacadas de estas épocas, cabe mencionar:
El Boyero: Esta propiedad estuvo en manos de Rufino Cuervo, y posteriormente fue heredada por su hijo, Rufino José Cuervo, un distinguido erudito colombiano de notable relevancia en los campos de la lingüística y la filología. En un acto de filantropía, Rufino José Cuervo destinó la propiedad a fines de beneficencia pública al donarla generosamente, mostrando su compromiso con el bienestar social y cultural de la comunidad.
Casablanca: Establecida en 1651 por Antonio de Vergara Azcárate, cuando le fue conferida la encomienda del Pueblo de indios de Serrezuela. El último Vergara en residir allí fue su nieto José María Vergara y Vergara, destacado escritor y crítico literario, en cuya hacienda escribió parte de su obra Historia de la literatura en la Nueva Granada (1867) y posiblemente Olivos y aceitunos todos son unos (1868). Este lugar también es célebre por haber hospedado al libertador Simón Bolívar, como lo atestigua una placa conmemorativa en una de sus habitaciones. Posteriormente, la hacienda pasó a ser propiedad de José María Sierra, conocido popularmente como Pepe Sierra, un campesino que llegó a ser el hombre más acaudalado de Colombia. Casa de Santa Inés: Ubicada a lo largo de la carretera de Occidente, esta propiedad albergó las oficinas de antiguas compañías de aviación comercial, tales como Transportes Aéreos Centroamericanos (actualmente Avianca), Vías Aéreas de Colombia y la Agencia Interamericana de Aviación. La presencia de estas empresas destaca la relevancia histórica de la casa en el desarrollo del transporte aéreo en la región.
La Estancia: Propiedad de Pantaleón Gutiérrez Díaz de Quijano. Este emplazamiento fue testigo de la presencia de Antonio Nariño, quien no solo pernoctó allí, sino que también resguardó parte de sus escritos, entre los que se incluye la traducción de la Declaración de los Derechos del Hombre y del Ciudadano. Este hecho ocurrió en un periodo de intensa persecución debido a su implicación en conspiraciones contra el gobierno español en 1792. En el siglo XX, la propiedad cambió de manos, pasando a ser propiedad de la familia Serrano Escallón.
La Hélida: Esta residencia fue hogar de Jorge Miguel Lozano de Peralta, marqués de San Jorge, y padre de Jorge Tadeo Lozano. La presencia de tan ilustre figura realza la importancia histórica de la propiedad en el contexto de la nobleza y la política colonial.
San Marino: La génesis de esta hacienda se sitúa en los albores del siglo XIX. Su denominación evoca al diminuto estado de San Marino, y su atribución corresponde a las hermanas Alcira y Lucila Blanco. Estas damas, habiendo sobrevivido a los horrores de la Segunda Guerra Mundial, optaron por emigrar de Europa y establecerse en Madrid. Su cercanía con el presidente Alfonso López Pumarejo, quien era un visitante asiduo de la hacienda, es destacable. Asimismo, la región recibía regularmente la presencia del ilustre Rafael Reyes, añadiendo un aura de distinción y relevancia histórica al lugar.

### Época republicana (1810 - presente)

#### SigloXIX
Durante el proceso de independencia de Colombia, Serrezuela formó parte de la provincia de Bogotá, una de las regiones clave en la lucha contra el dominio español. En 1813, la provincia declaró su independencia, desencadenando una serie de enfrentamientos entre fuerzas realistas y patriotas que marcaron el devenir político del territorio. Tras la consolidación de la independencia y la posterior disolución de la Gran Colombia en 1831, Serrezuela quedó incorporada a la República de la Nueva Granada, experimentando las transformaciones políticas que definieron el siglo XIX. En este contexto, el auge del federalismo llevó a la creación del Estado de Cundinamarca en 1857, reflejando las tensiones entre centralismo y autonomía regional.
El reconocimiento y la documentación del territorio fueron impulsados por la Comisión Corográfica (1851-1859), liderada por Agustín Codazzi, cuyo trabajo fue fundamental para el conocimiento geográfico y etnográfico de la región. En 1831, Serrezuela tuvo un papel estratégico en la convulsa política nacional al servir como cuartel general de José Hilario López, figura clave en la lucha contra el régimen centralista. Posteriormente, en 1875, la localidad adoptó el nombre de Madrid en honor a Pedro Fernández Madrid, intelectual y político vinculado a los ideales republicanos, lo que evidencia el intento de reforzar una identidad nacional a través de la nomenclatura urbana.
A finales del siglo XIX, Madrid contaba con una población de aproximadamente 1,650 habitantes, con una economía basada en la agricultura, la ganadería y pequeñas industrias, entre las que destacaba la cervecería de los hermanos Cuervo. A pesar de la existencia de instituciones como una iglesia, escuelas y un cementerio, la infraestructura era precaria y la administración local presentaba deficiencias significativas. La cercanía a Bogotá convirtió a Madrid en un destino de veraneo para sectores urbanos, aunque las carencias en servicios básicos y alojamiento limitaban su desarrollo. Estas condiciones reflejan las desigualdades estructurales que caracterizaron la transición de la nación hacia la modernidad, donde el crecimiento económico y demográfico no siempre estuvo acompañado de una planificación eficiente.

##### Pedro Fernández Madrid

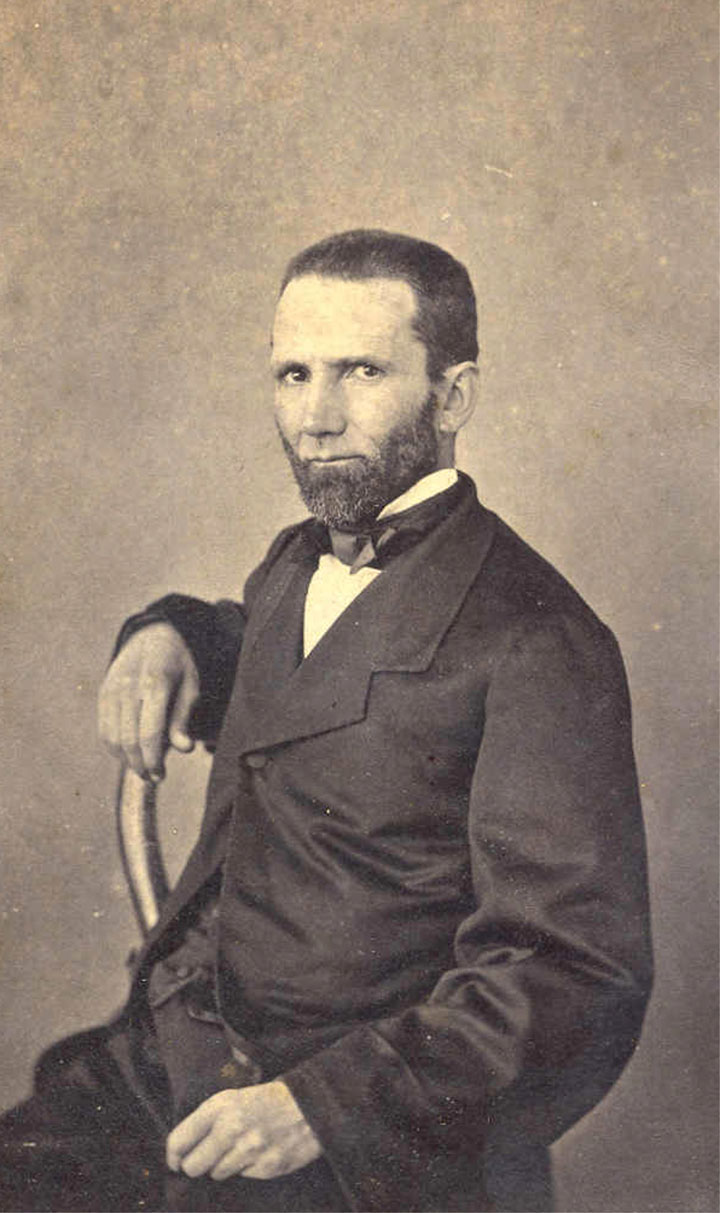
Pedro Fernández Madrid (1817-1875), eminente político, escritor y educador colombiano, cuyo legado en la diplomacia, la literatura y la educación continúa siendo un referente en la historia nacional.

Durante estos años, Pedro Fernández Madrid (13 de diciembre de 1817, La Habana, Cuba - 8 de febrero de 1875, Madrid, Cundinamarca) residió en Serrezuela. Su nacimiento se produjo en un contexto histórico significativo, pues su padre, el ilustre prócer de la independencia, José Fernández Madrid, se encontraba en el exilio en Cuba debido a su fervorosa lucha por la emancipación de la Nueva Granada. Pedro, habiendo comenzado su formación académica en tierras cubanas en 1825, completó su educación primaria antes de retornar con su familia a Cartagena, consolidando así una trayectoria vital marcada por el desplazamiento forzado y la resiliencia ante la adversidad política y social de su época.
En 1826, acompañó a su padre en su periplo diplomático a Francia, donde este último fue designado como agente confidencial. Posteriormente, se trasladaron a Londres, donde José Fernández Madrid asumió el prestigioso cargo de ministro plenipotenciario. En la capital británica, Pedro recibió una educación de alta calidad bajo la tutela del eminente intelectual Andrés Bello, quien desempeñaba el rol de secretario de la Legación colombiana en Londres. La influencia de Bello, un erudito de renombre, fue decisiva en la formación intelectual de Pedro. Tras el fallecimiento de su padre en 1830, prosiguió su educación superior, ingresando en el Colegio Mayor del Rosario. En 1838, culminó sus estudios con el grado de doctor en Derecho, consolidando así una sólida formación académica que le permitiría contribuir significativamente al panorama jurídico y político de su tiempo.
Ya como estudiante, había iniciado su carrera literaria en 1837 con un artículo que defendía la memoria y las acciones de su padre, artículo que fue publicado por el general Francisco de Paula Santander, una figura clave en la historia republicana de Colombia. En 1842, consolidó su reputación intelectual con la publicación de su obra Opúsculo sobre la Instrucción Pública, un tratado que muestra su profundo interés por la educación y el progreso social.
En 1843, ingresó al Ministerio de Relaciones Exteriores, donde desempeñó un papel fundamental en la definición de las fronteras nacionales y en las delicadas relaciones diplomáticas con la Santa Sede, demostrando su habilidad en la diplomacia y su conocimiento del derecho internacional. Su carrera política continuó su ascenso cuando, de 1852 a 1860, se desempeñó como congresista, alcanzando la presidencia del Congreso en 1857. Su liderazgo se extendió a la presidencia del Estado Soberano de Boyacá, donde implementó políticas clave para el desarrollo regional.

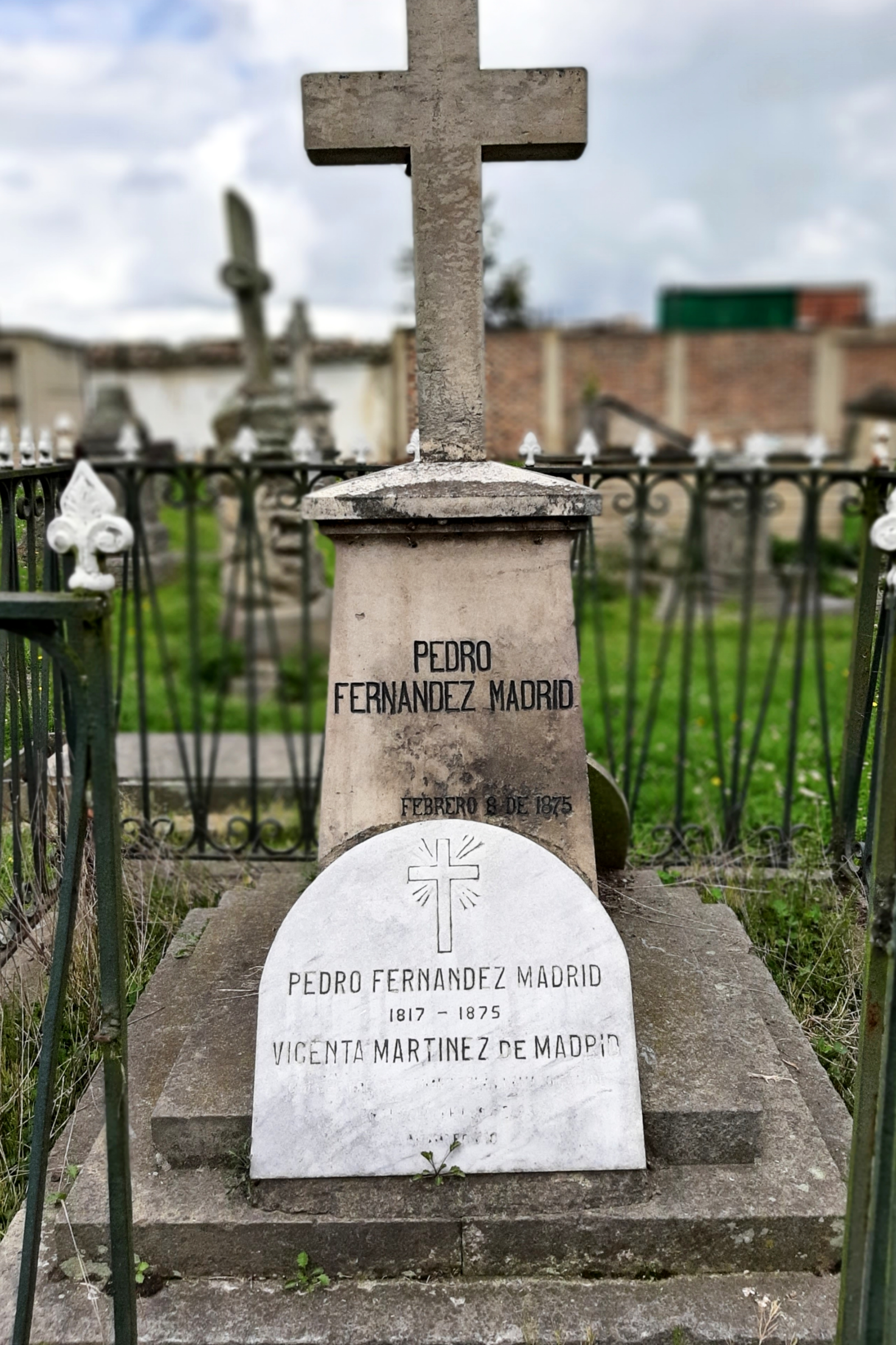
Tumba de Pedro Fernández Madrid. Aquí reposan sus restos, junto a los de su esposa Vicenta Martínez y su ama de llaves Tránsito Ospina, en un testimonio perdurable de su vida y legado.

Además, su erudición y contribuciones históricas le valieron un lugar como miembro elegido de la Academia Colombiana de Historia, una institución dedicada a la preservación y estudio del legado histórico de la nación. En cada una de estas facetas, Pedro Fernández Madrid demostró una dedicación inquebrantable al servicio público y a la promoción del conocimiento, consolidándose como una figura de relevancia en la historia colombiana.
Debido a problemas de salud, se vio obligado a abandonar la política en 1864, retirándose a Serrezuela junto con su esposa, Vicenta Martínez de Madrid. En este retiro, la pareja había adquirido una casona destinada al descanso y la reflexión. Durante su estancia en Serrezuela, Pedro redactó numerosas epístolas dirigidas a eminentes personalidades de la época, como Miguel Antonio Caro, José María Vergara y Vergara, y José María Quijano, demostrando su continua participación en los debates intelectuales y culturales del momento.
El matrimonio tuvo cuatro hijos: Rosalía, Alejandrina, Pedro Vicente y Camilo. Trágicamente, se dice que una de sus hijas perdió la vida ahogada en lo que posteriormente se conoció como el ahora inexistente Parque de las Ballenitas, un evento que sumió a la familia en un profundo pesar.
Se presume que el edificio que actualmente alberga las oficinas de la alcaldía fue donado por Vicenta Fernández como un acto conmemorativo en honor a la memoria de su esposo.
En sus últimos años, Pedro vivió en compañía de su esposa y su ama de llaves, Tránsito Ospina. En un acto de heroísmo y lealtad, Tránsito sacrificó su vida intentando salvar a Vicenta de ahogarse en el río Subachoque. Desafortunadamente, ambas perecieron en el trágico incidente, marcando un triste final a la vida familiar de Pedro. Falleció el 8 de febrero de 1875, en lo que hasta ese año se conocería como Serrezuela.
Pedro Fernández Madrid es recordado como un eminente político, escritor y educador, cuyo legado perdura en la memoria colectiva. Sus restos descansan en el cementerio municipal de Madrid, junto a los de su esposa, Vicenta, y su fiel ama de llaves, Tránsito Ospina. La comunidad de Serrezuela, profundamente honrada por el aprecio y dedicación que Pedro manifestó hacia el municipio, decidió rendirle un homenaje póstumo. Así, a través de la ley n.º 14 del 17 de noviembre de 1875, el municipio adoptó el nombre de Madrid en su honor, perpetuando su memoria y su influencia en la historia regional y nacional. Esta acción legislativa refleja el profundo respeto y la admiración que sus contemporáneos y las generaciones posteriores sintieron por su figura, consolidando su estatus como un pilar fundamental en el desarrollo histórico y cultural de la nación.

#### SigloXX
Durante el siglo XX, Madrid, Cundinamarca, fue escenario de eventos significativos. Alfonso López Pumarejo, futuro presidente de Colombia, residió brevemente allí en su infancia, lo que llevó a la creación de la Plazoleta Alfonso López. José María Sierra adquirió la histórica Hacienda Casablanca en 1866, y su familia la conservó. Rafael Reyes Prieto, también presidente, poseía una propiedad en Madrid y su mandato fue polémico por su autoritarismo. En 1910, la Expedición Helvética exploró la región. En 1936 inició la construcción del distrito de riego La Ramada. En 1945, María Sierra trasladó y transformó el Asilo Zoraida Cadavid en un colegio. En 1948, ocurrió un accidente aéreo en Madrid. En 1951, el censo registró 6060 habitantes. En 1952, la empresa Corona se estableció allí, creando barrios segregados. En 1973, se restituyó el nombre original de Serrezuela, pero en 1976 se revirtió. La actual sede de la alcaldía tuvo diversos usos antes de su adquisición en 2018.

##### Visita de Charles Lindbergh

Charles Lindbergh (1902-1974). Pionero aviador estadounidense y héroe de la aviación mundial, famoso por su histórico vuelo solitario sin escalas a través del Atlántico en 1927.

Por mandato del gobierno de los Estados Unidos, Charles Lindbergh emprendió una gira por varios países de América Latina, incluida Colombia. El 26 de enero de 1928, llegó a Cartagena tras bordear la costa de Colón, Panamá, a bordo de su célebre aeronave, el Spirit of St. Louis. A su llegada, fue recibido con una salva de cañonazos en Bocagrande. Al día siguiente, continuó su vuelo directo hacia Bogotá.
El Spirit of St. Louis no aterrizó en Bogotá, sino que sobrevoló la emblemática carrera Séptima, escoltado por los pioneros de la aviación colombiana, el Capitán Buenaventura Caicedo y el Teniente Camilo Daza Álvarez, quienes pilotaban aviones Wild. Lindbergh realizó maniobras aéreas, culminando en un espectacular descenso entre los cerros de Monserrate y Guadalupe. Luego, dirigió su aeronave al aeródromo de Madrid, Cundinamarca, donde más de 10 000 personas esperaban al Lone Eagle en la Escuela de Pilotaje y Observación, hoy Comando Aéreo de Mantenimiento (CAMAN).
Cuando Charles Lindbergh se disponía a aterrizar, una multitud se congregó, lo que obligó al Teniente Camilo Daza a realizar pasadas rasantes para despejar la pista. Aunque el acto pasó desapercibido para el público general, generó gran admiración entre los conocedores, quien vitorearon a Lindbergh y Daza. Este episodio fue destacado en la prensa estadounidense, subrayando la valentía y destreza de los aviadores.
La Escuela de Pilotaje y Observación rindió honores militares a Charles Lindbergh, develando una placa conmemorativa que marcó este evento como un hito histórico para el país. El aviador recibió numerosos homenajes, incluyendo una recepción en el Jockey Club y la distinción de la Orden de Boyacá, otorgada por el presidente Miguel Abadía Méndez. También se le entregaron el pabellón nacional y una esmeralda, como símbolos de reconocimiento por su contribución a la aviación y al fortalecimiento de los lazos entre Estados Unidos y Colombia.

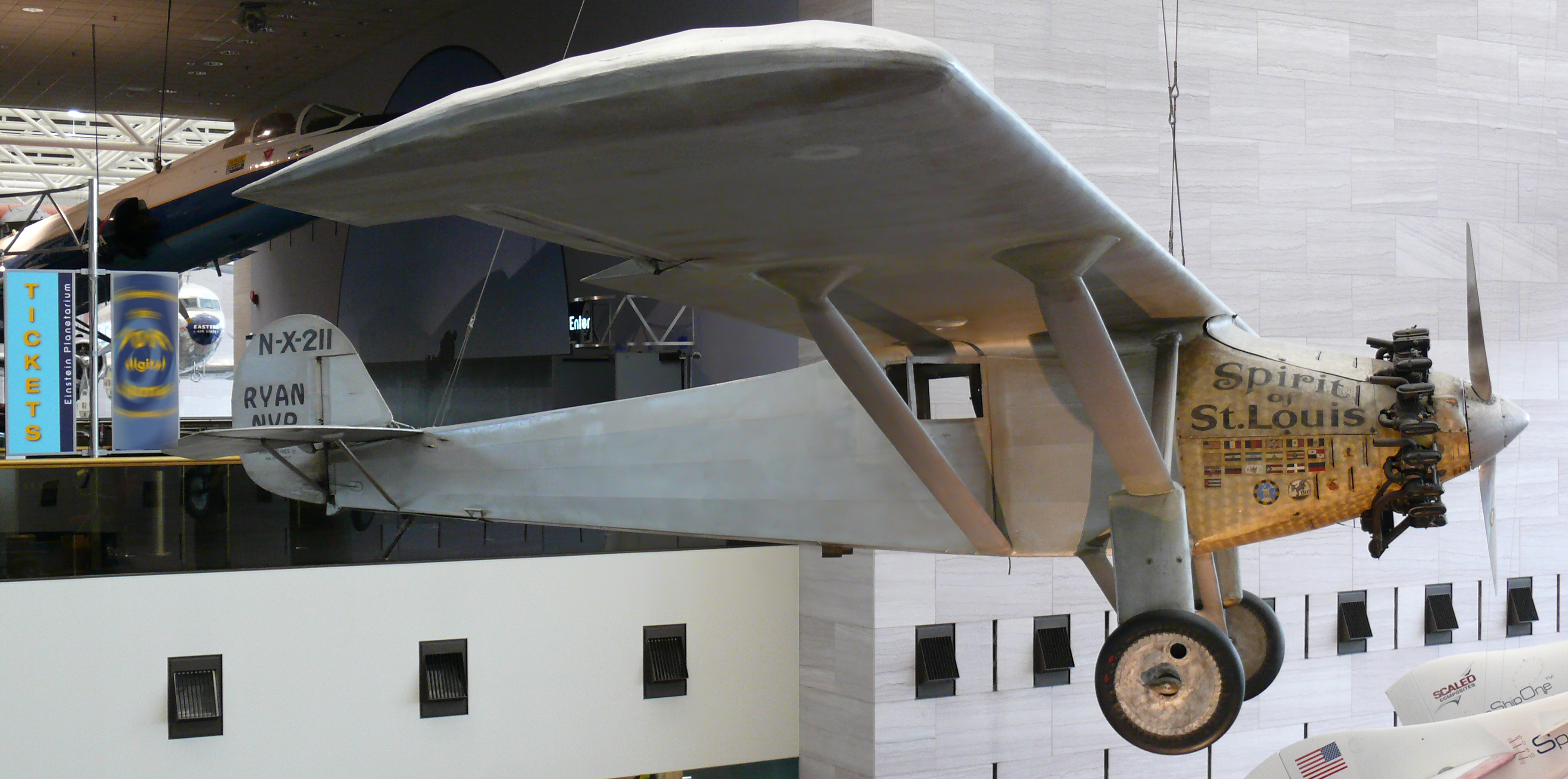
Spirit of St. Louis en el National Air and Space Museum, Washington D. C. Célebre por llevar a Charles Lindbergh en su épica travesía transatlántica, simboliza el coraje y la innovación que marcaron un hito en la historia de la aviación.

Para inspeccionar y aprovisionar su aeronave, Charles Lindbergh regresó al aeródromo de Madrid. Durante su estancia, compartió conocimientos con los oficiales y empleados de la Escuela de Aviación, e incluso fue invitado a pilotar un biplano Wild. Tras dos días de homenajes, entrevistas, discursos y composiciones en su honor, Lindbergh retomó su vuelo hacia Caracas el 29 de enero de 1928.
La visita de Charles Lindbergh a Colombia marcó un hito significativo en la historia de la aviación nacional, motivo por el cual se le rinde homenaje cada 27 de enero. En 2012, la ceremonia fue presidida por el Brigadier General Gonzalo Cárdenas Mahecha, Comandante de CAMAN, y contó con la participación del Coronel Hans Palaboro, Jefe de la Misión Aérea de Estados Unidos, y familiares del Teniente Camilo Daza. Durante el evento, se evocó aquella época de esplendor, se ofreció una ofrenda floral y se entregó un modelo a escala de un avión al nieto de Daza, Camilo Daza Gómez. La memoria de Lindbergh y su contribución a la aviación siguen siendo un símbolo de innovación y cooperación internacional en Colombia.

#### SigloXXI

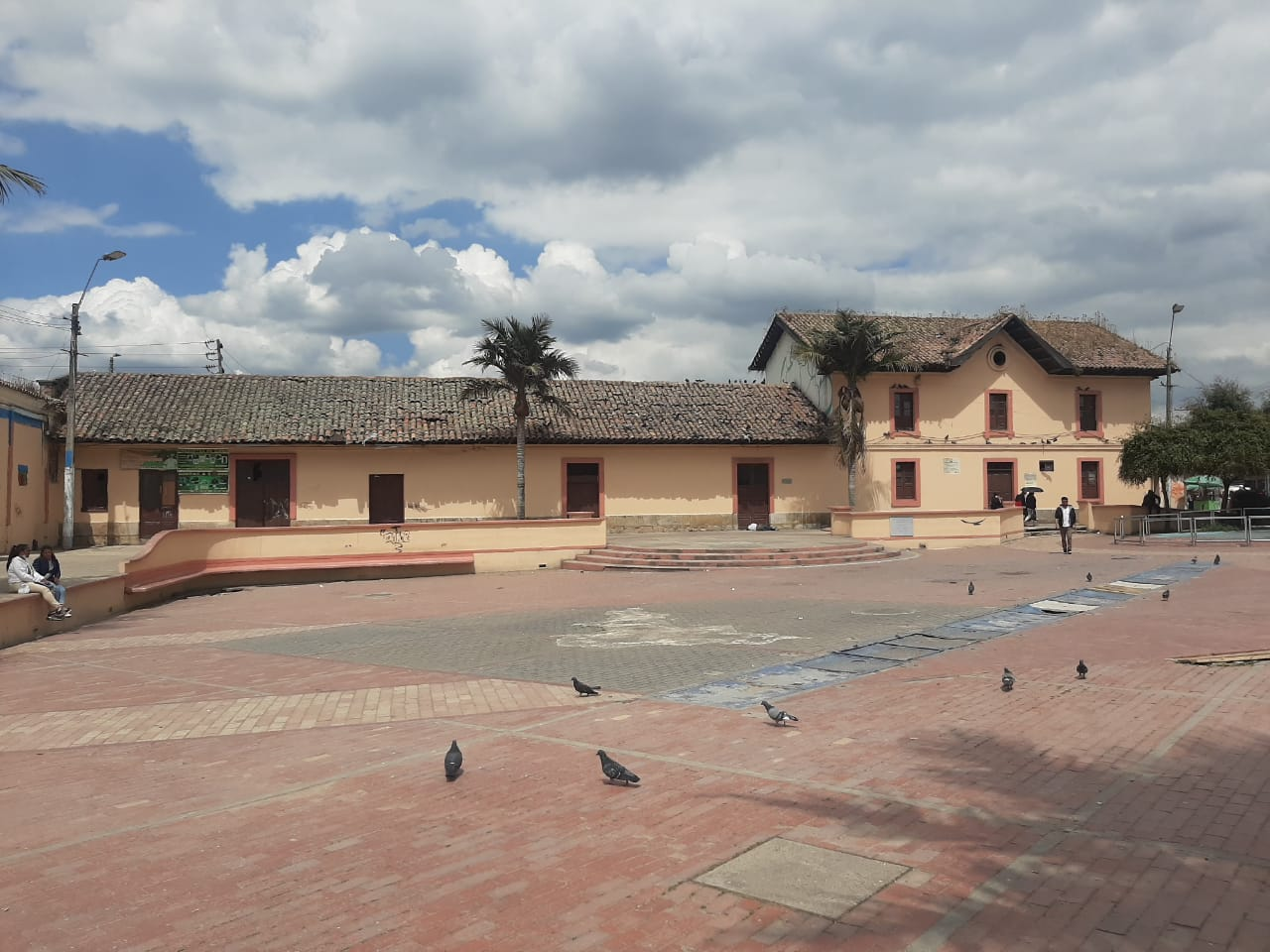
La Plazoleta Alfonso López, antes un parque clave para el entorno y la mitigación ambiental, perdió su vitalidad debido a las decisiones de la administración de Juan Carlos Coy en 2003. La administración de Carlos Chávez planea renovarla completamente.

En 2003, se descubrió en el conjunto residencial Camino Real de Madrid un importante yacimiento arqueológico que sugiere un complejo ritual-funerario único en Colombia, con posibles estructuras de observación astronómica. Los hallazgos de cerámica Herrera y del Valle del Magdalena, junto con materiales líticos y restos de fauna, apuntan a un centro ritual vinculado a ceremonias sobre la muerte y fenómenos celestes, prácticas comunes en las culturas andinas precolombinas.
El 7 de julio de 2008, el Vuelo 164 de Centurion Cargo, operado por Kalitta Air, se estrelló en la Hacienda Casablanca, en Madrid, Cundinamarca, poco después de despegar del Aeropuerto Internacional El Dorado, Bogotá, con destino al Aeropuerto Internacional de Miami. La tripulación sufrió graves heridas, pero ninguno de sus miembros murió. Sin embargo, dos personas en tierra fallecieron cuando la aeronave impactó su casa. Este fue el segundo accidente de un Boeing 747 de Kalitta Air en 2008, tras otro ocurrido en Bruselas en mayo. La investigación de las autoridades colombianas y la NTSB concluyó que el accidente fue causado por una falla doble de motores: la pérdida de potencia en los motores número 1 y 4 durante el despegue, lo que impidió a la tripulación recuperar el control y provocó el impacto contra la vivienda.
La SECAD (Sección Certificación Aeronáutica de la Defensa) fue fundada el 12 de enero de 2010 en Madrid, Cundinamarca, para certificar los estándares de calidad y seguridad en la industria aeronáutica colombiana, asegurando la operatividad segura de aeronaves civiles y militares. Con el respaldo del gobierno de Brasil, la SECAD adaptó su experiencia en certificación aeronáutica a las capacidades locales, implementando normas claras y procedimientos rigurosos. Su objetivo es fortalecer la industria nacional, atraer inversiones, fomentar la innovación y mejorar la competitividad internacional, en colaboración con organismos de Brasil, España y Corea del Sur.

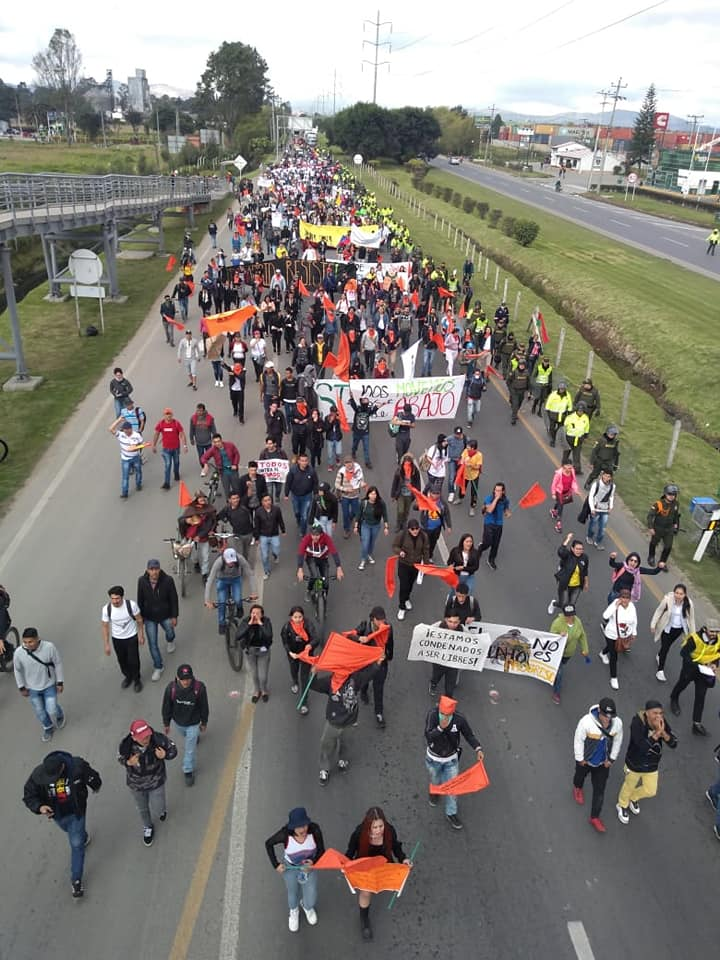
Manifestación de ciudadanos madrileños en el contexto del Paro Nacional en Colombia, llevada a cabo el 21 de noviembre de 2019. Uno de los manifestantes portaba una pancarta con la célebre frase del filósofo existencialista Jean-Paul Sartre: Estamos condenados a ser libres, subrayando la reflexión sobre la responsabilidad inherente a la libertad humana en contextos de lucha social.

Durante las protestas en Colombia de 2019-2020 y  2021, Madrid se consolidó como un punto clave en los acontecimientos sociopolíticos. La ciudadanía participó en masivas marchas por diversos barrios, destacándose manifestaciones como la marcha del silencio con antorchas y parones culturales frente a la alcaldía. La ciudad fue escenario de diversas actividades, como la distribución de panfletos, plantones en la glorieta de la vía Madrid-Facatativá y marchas que se extendieron hasta Puente Grande en Fontibón y el Puente de Siberia en Funza. La dimensión cultural de las protestas se manifestó en murales y teatro callejero, posicionando a Madrid como un foco de atención en redes sociales como Facebook y Twitter, así como en medios internacionales como la Agencia AFP. 
El RegioTram de Occidente, un tren eléctrico regional, conectará los municipios de Funza, Mosquera, Madrid y Facatativá con Bogotá. Su trazado de 40 km, en su mayoría sobre el corredor férreo existente, se divide en 25 km en la Sabana y 15 km en Bogotá. El recorrido comenzará en la Carrera 17 con Calle 6 en Bogotá, enlazando con la Primera Línea del Metro. Luego, avanzará hacia el sur por la Carrera 17, cruzando la NQS y la Av. Américas, para dirigirse al occidente por el corredor férreo de Occidente, pasando por varias avenidas hasta la estación Fontibón. Desde allí, continuará hasta el límite de Bogotá con Funza, cruzando los municipios de Funza, Madrid y Mosquera, pasando bajo la Autopista 50 y el río Subachoque en Madrid. Finalmente, llegará a Facatativá, donde concluirá en la estación Facatativá – Calle 9.
El 14 de diciembre de 2024 se celebró la primera Feria del Libro en Madrid, Cundinamarca. Aunque modesta en tamaño, el evento contó con la participación de destacadas personalidades y marcó un hito cultural significativo en la historia del municipio. 
En la actualidad, el municipio de Funza resguarda la mayor cantidad de archivos históricos relacionados con Madrid, lo cual se debe a la profunda interrelación que ha existido entre ambos municipios desde la época precolombina.

## Ubicación

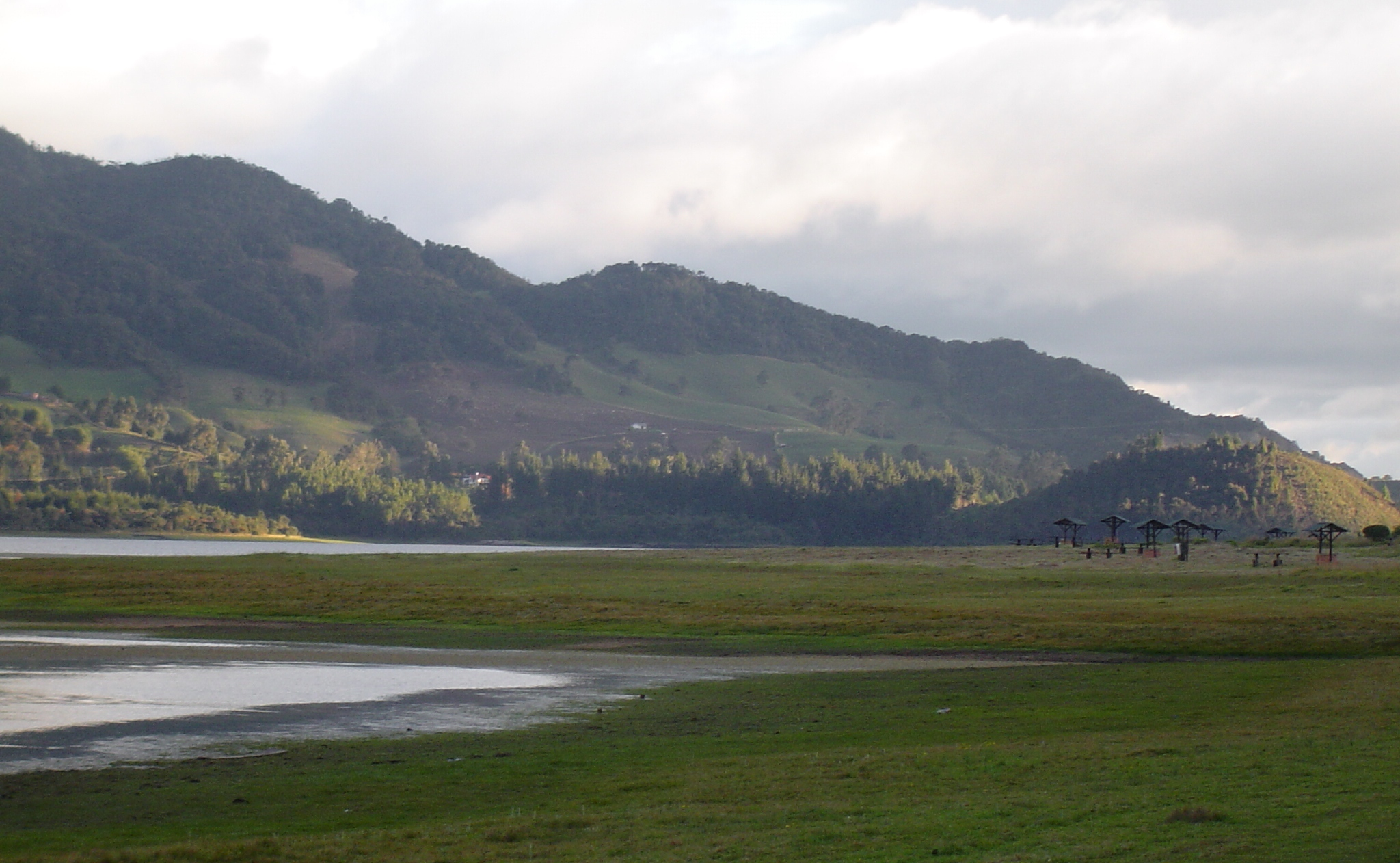
La Sabana de Bogotá, comprendida por Bogotá y cuarenta municipios circundantes, alberga una variedad de ecosistemas que destacan tanto por su riqueza cultural como ecológica. Esta ecorregión, de importancia estratégica para el país, integra una diversidad de biomas que incluyen ecosistemas semisecos, páramos, bosques andinos y humedales.

Madrid, situado en el departamento de Cundinamarca, forma parte de la subregión occidental de la Sabana de Bogotá, dentro del primer anillo metropolitano de la capital y a solo 21 km de distancia. Se encuentra al este de la provincia de Sabana Occidente y al suroeste de la Sabana de Bogotá, rodeado por Facatativá, Funza y Mosquera, tres de las ciudades más densamente pobladas de la región. 
Este entorno urbano está delimitado por los cursos fluviales del río Subachoque y el río Bojacá, que configuran tanto límites naturales como políticos. Además, Madrid ocupa una posición estratégica sobre la Autopista Bogotá y la línea férrea que conecta la capital con Puerto Salgar. También está atravesado por otras importantes vías regionales, como la Autopista Medellín, consolidándose como un nodo clave en la infraestructura vial nacional.
El municipio se divide en dos zonas geográficas: el 84% del territorio es plano, ideal para actividades agropecuarias debido a su buen drenaje y abundantes recursos hídricos. El 16 % restante es montañoso, con altitudes que alcanzan los 2875 m s. n. m. (metros sobre el nivel del mar) al sur de la cabecera urbana, por encima de los 2600 m s. n. m. promedio de la sabana.
Madrid no solo está cerca de Bogotá, sino que también juega un papel fundamental en el sistema urbano regional. Forma parte de los dos principales ejes viales nacionales que se cruzan en la capital: el norte-sur, que conecta Tunja, Girardot e Ibagué, y el oriente-occidente, que comunica Villavicencio, Honda y la zona cafetera. Estos ejes concentran gran parte de la infraestructura vial y los servicios públicos de Cundinamarca.
Ubicada en el eje occidental del polígono metropolitano, Madrid es parte del área metropolitana de Bogotá, integrada por municipios como Soacha, Chía, Funza y Mosquera. Esta conurbación refleja su alta integración funcional con la capital, destacando a Madrid como una ciudad intermedia con una dinámica demográfica en expansión.

## Geografía
Madrid está ubicado en la sabana de Bogotá, una planicie fluviolacustre de 425 160 ha en la cuenca alta del río Bogotá, limitada por la cota de 2600 m s. n. m. (metros sobre el nivel del mar). Situado en el altiplano cundiboyacense, dentro de la Cordillera Oriental de los Andes, Madrid tiene una altitud promedio de 2554 m s. n. m., en una de las regiones montañosas más destacadas de Colombia, con una altitud media de 2630 m s. n. m.
La Sabana de Bogotá, una meseta en la cordillera oriental de los Andes colombianos, abarca desde Villapinzón hasta el Salto del Tequendama, a altitudes de 2500 a 4000 metros. Antiguamente una cuenca marina en el Cretácico, se transformó en planicie continental por la orogenia andina del Cenozoico. En el Pleistoceno, el drenaje del Lago Humboldt, causado por la erosión en el Salto del Tequendama hace unos 30 000 años, dejó los suelos fértiles que hoy caracterizan la región.
La singularidad de Madrid radica en su pertenencia al reducido conjunto de localidades habitadas por menos del 1.02 % de la población mundial que vive por encima de los 2500 metros de altitud. Dentro de este grupo, que incluye 123 cabeceras municipales de Colombia, Madrid ocupa la posición 102, destacándose por los desafíos y adaptaciones biológicas y culturales que implica su altitud. 
La ubicación de Madrid en la zona occidental de la Sabana de Bogotá ofrece condiciones físicas ideales para el desarrollo agropecuario. Su topografía plana, con pendientes inferiores al 3 %, altitudes entre 2550 y 2600 m s. n. m., suelos de alto potencial agrícola y una abundante oferta hídrica superficial y subterránea refuerzan su aptitud para la agricultura y la conservación ambiental.

### Río Subachoque
El río Subachoque, afluente clave de la región central de Cundinamarca, nace en el páramo El Tablazo, en Subachoque, a 3,450 metros sobre el nivel del mar, y recorre 156,67 kilómetros, de los cuales 49,9 atraviesan Madrid. A lo largo de su curso, abastece de agua a zonas rurales y urbanas como La Cuesta, Puente de Piedra, Las Mercedes, Los Árboles, Laguna Larga, Santa Cruz y La Estancia.
Durante la época de la Conquista, su presencia fue crucial para el asentamiento de los primeros habitantes y el desarrollo inicial del municipio de Madrid. El río Subachoque se une con el río Bojacá en Mosquera, formando el río Balsillas, que desemboca en el río Bogotá, siendo esta cuenca vital para la infraestructura hídrica y la vida local.
El río bordea un área industrial y agroindustrial en Madrid, un centro importante de la floricultura, que ocupa el 13% de los cultivos nacionales en invernadero. Esta actividad demanda grandes volúmenes de agua y utiliza agroquímicos que, sin un manejo adecuado, contaminan el suelo y las fuentes hídricas, afectando la calidad del agua y la sostenibilidad ambiental de la cuenca.
Adicionalmente, muchas instalaciones industriales y agrícolas carecen de sistemas eficaces para tratar aguas residuales. Durante la temporada de lluvias, las estructuras de almacenamiento, frecuentemente sin recubrimiento impermeable, pueden rebosar, permitiendo la infiltración y descarga de contaminantes en el río.

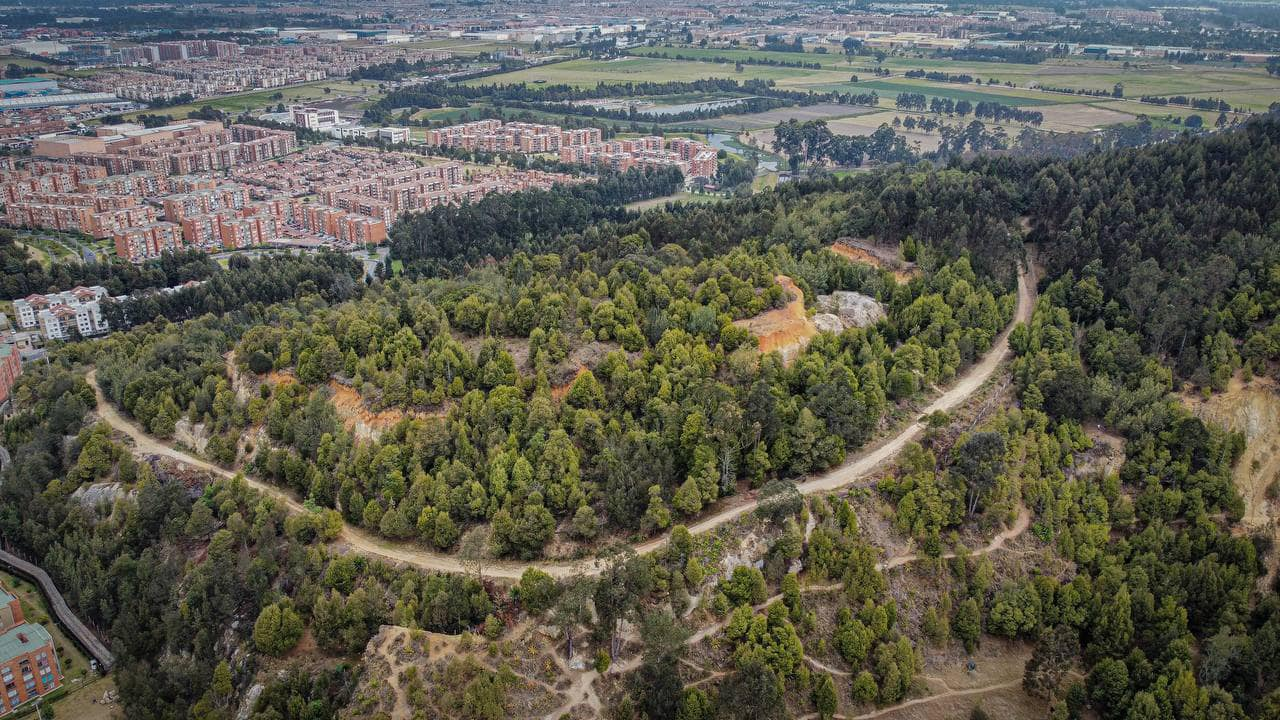
Panorámica aérea del Cerro Tibaitatá.

### Cerro Tibaitatá (Cerro Serrezuela)
El cerro Tibaitatá, conocido localmente por este nombre pero registrado oficialmente en el Registro Único Nacional de Áreas Protegidas como Serrezuela, forma parte de una Reserva Natural de la Sociedad Civil.Esta formación montañosa abarca 407 hectáreas y alcanza los 2,875 metros sobre el nivel del mar, destacándose como un elemento característico del paisaje de la Sabana de Bogotá. Su ubicación privilegiada permite divisarlo desde lugares emblemáticos como Monserrate y los cerros orientales de Bogotá, reforzando su papel como un referente visual en la región. Con pendientes superiores al 25 %, limita el crecimiento urbano hacia el sur, definiendo el perímetro de la ciudad y condicionando el desarrollo de barrios en las zonas planas. Su clima seco, con precipitaciones anuales de 600 mm, lo convierte en uno de los lugares más áridos de la región. Pertenece al Bosque seco montano bajo, un ecosistema adaptado a la escasez de humedad y temperaturas frescas.
Originalmente, el cerro albergaba un bosque andino seco con vegetación arbustiva y árboles de bajo porte (6-10 m). Sin embargo, actividades humanas como tala, quemas, pastoreo y extracción minera han sustituido casi todo el ecosistema por potreros, plantaciones de especies exóticas (eucaliptos, acacias) y fragmentos de matorrales semiáridos. En estos últimos sobreviven especies nativas como hayuelo (Dodonaea viscosa), ciro (Baccharis macrantha), cactus tunas (Opuntia), fique (Furcraea), gurrubo (Lycianthes lycioides), Chromolaena leivensis y Salvia bogotensis, entre otras.
A pesar de la degradación, los matorrales remanentes albergan una diversidad biológica notable, incluyendo plantas, aves, reptiles, insectos, caracoles y hongos. Estos refugios son cruciales para la restauración ecológica, promoviendo la regeneración de especies nativas y la protección de la fauna asociada. La restauración del cerro podría recuperar funciones clave del bosque andino seco en la Sabana de Bogotá.

### Valle del Abra

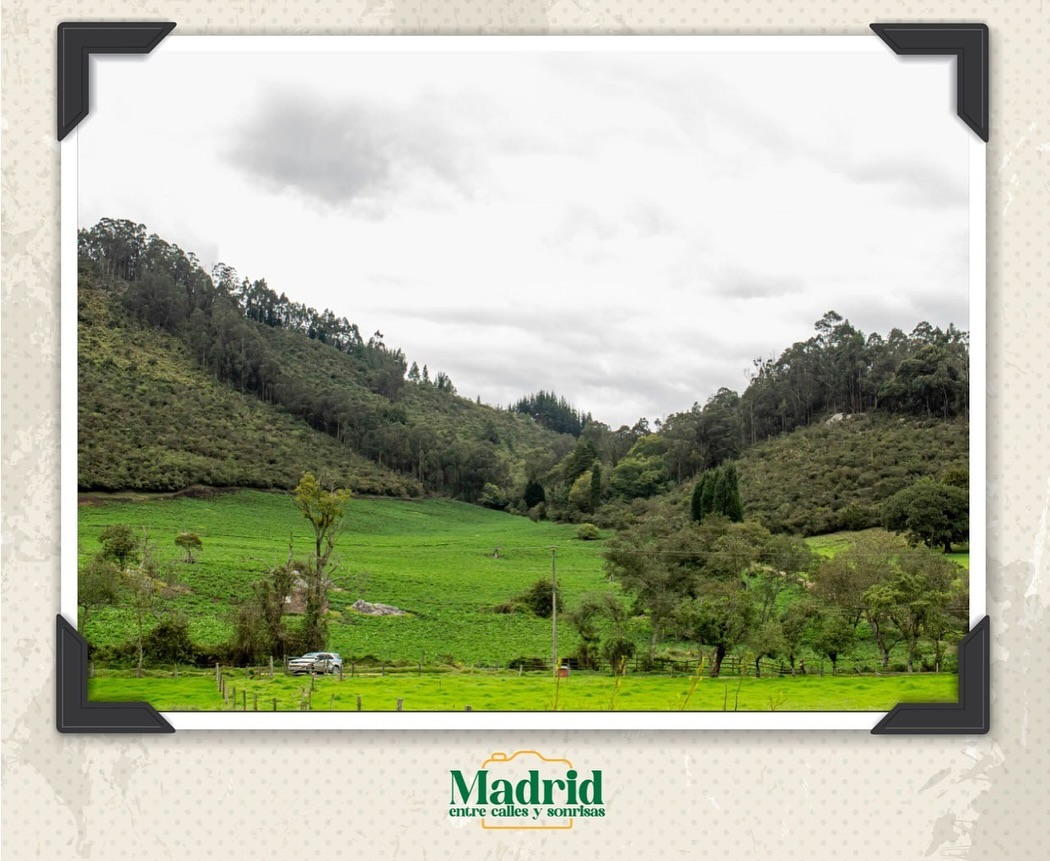
Valle del Abra, compartido a través de las redes de la Alcaldía de Madrid, Cundinamarca

El Valle del Abra, ubicado al norte de Madrid, en el límite con Subachoque y Tenjo, es una formación geográfica de alta relevancia ecológica en la Sabana de Bogotá. Este corredor biológico estratégico conecta diversos ecosistemas, facilitando el tránsito de fauna, la dispersión de semillas y la polinización, procesos esenciales para preservar la biodiversidad en una región vulnerable a la expansión agrícola y urbana. Su posición entre sistemas montañosos y la planicie lo convierte en una zona de amortiguación que regula microclimas y sustenta una biodiversidad significativa, incluyendo especies endémicas de aves, insectos y plantas.
La vegetación adaptada a sus condiciones altitudinales refuerza su función como refugio ecológico, promoviendo la resiliencia y regeneración de los ecosistemas al mantener interacciones vitales entre especies. Este valor ambiental se complementa con la Ruta Agroturística Zion, una iniciativa de turismo sostenible impulsada por la alcaldía. La ruta atraviesa el Valle del Abra, ofreciendo experiencias inmersivas en prácticas agrícolas tradicionales, como la producción artesanal de lácteos, que subrayan la interrelación entre agricultura y conservación ecológica.

#### División administrativa

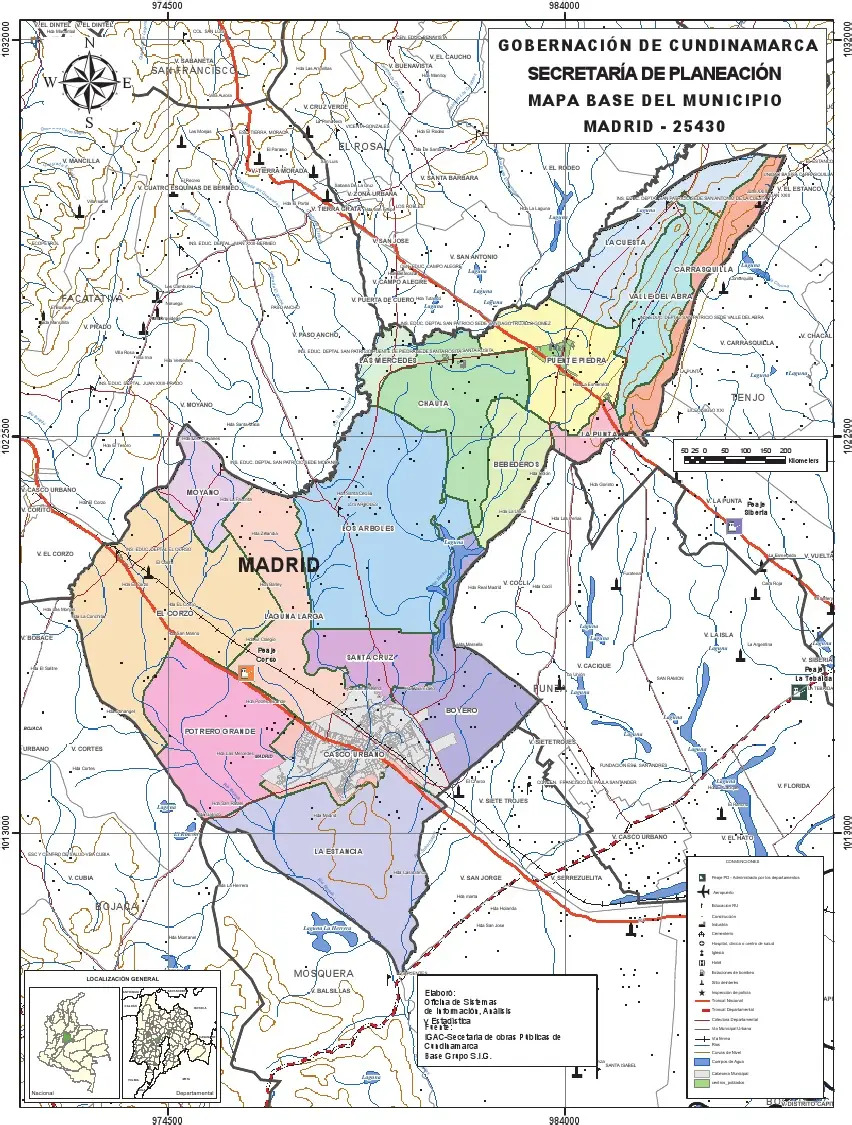
Mapa de Madrid, Cundinamarca, a través de la Gobernación de Cundinamarca.